# Défense Damiano
Cet article utilise la notation algébrique pour décrire des coups du jeu d'échecs.
|   | a | b | c | d | e | f | g | h |   |
| 8 | Tour noire sur case blanche a8 · Cavalier noir sur case noire b8 · Fou noir sur case blanche c8 · Dame noire sur case noire d8 · Roi noir sur case blanche e8 · Fou noir sur case noire f8 · Cavalier noir sur case blanche g8 · Tour noire sur case noire h8 · Pion noir sur case noire a7 · Pion noir sur case blanche b7 · Pion noir sur case noire c7 · Pion noir sur case blanche d7 · Pion noir sur case noire g7 · Pion noir sur case blanche h7 · Pion noir sur case noire f6 · Pion noir sur case noire e5 · Pion blanc sur case blanche e4 · Cavalier blanc sur case blanche f3 · Pion blanc sur case blanche a2 · Pion blanc sur case noire b2 · Pion blanc sur case blanche c2 · Pion blanc sur case noire d2 · Pion blanc sur case noire f2 · Pion blanc sur case blanche g2 · Pion blanc sur case noire h2 · Tour blanche sur case noire a1 · Cavalier blanc sur case blanche b1 · Fou blanc sur case noire c1 · Dame blanche sur case blanche d1 · Roi blanc sur case noire e1 · Fou blanc sur case blanche f1 · Tour blanche sur case blanche h1 | Tour noire sur case blanche a8 · Cavalier noir sur case noire b8 · Fou noir sur case blanche c8 · Dame noire sur case noire d8 · Roi noir sur case blanche e8 · Fou noir sur case noire f8 · Cavalier noir sur case blanche g8 · Tour noire sur case noire h8 · Pion noir sur case noire a7 · Pion noir sur case blanche b7 · Pion noir sur case noire c7 · Pion noir sur case blanche d7 · Pion noir sur case noire g7 · Pion noir sur case blanche h7 · Pion noir sur case noire f6 · Pion noir sur case noire e5 · Pion blanc sur case blanche e4 · Cavalier blanc sur case blanche f3 · Pion blanc sur case blanche a2 · Pion blanc sur case noire b2 · Pion blanc sur case blanche c2 · Pion blanc sur case noire d2 · Pion blanc sur case noire f2 · Pion blanc sur case blanche g2 · Pion blanc sur case noire h2 · Tour blanche sur case noire a1 · Cavalier blanc sur case blanche b1 · Fou blanc sur case noire c1 · Dame blanche sur case blanche d1 · Roi blanc sur case noire e1 · Fou blanc sur case blanche f1 · Tour blanche sur case blanche h1 | Tour noire sur case blanche a8 · Cavalier noir sur case noire b8 · Fou noir sur case blanche c8 · Dame noire sur case noire d8 · Roi noir sur case blanche e8 · Fou noir sur case noire f8 · Cavalier noir sur case blanche g8 · Tour noire sur case noire h8 · Pion noir sur case noire a7 · Pion noir sur case blanche b7 · Pion noir sur case noire c7 · Pion noir sur case blanche d7 · Pion noir sur case noire g7 · Pion noir sur case blanche h7 · Pion noir sur case noire f6 · Pion noir sur case noire e5 · Pion blanc sur case blanche e4 · Cavalier blanc sur case blanche f3 · Pion blanc sur case blanche a2 · Pion blanc sur case noire b2 · Pion blanc sur case blanche c2 · Pion blanc sur case noire d2 · Pion blanc sur case noire f2 · Pion blanc sur case blanche g2 · Pion blanc sur case noire h2 · Tour blanche sur case noire a1 · Cavalier blanc sur case blanche b1 · Fou blanc sur case noire c1 · Dame blanche sur case blanche d1 · Roi blanc sur case noire e1 · Fou blanc sur case blanche f1 · Tour blanche sur case blanche h1 | Tour noire sur case blanche a8 · Cavalier noir sur case noire b8 · Fou noir sur case blanche c8 · Dame noire sur case noire d8 · Roi noir sur case blanche e8 · Fou noir sur case noire f8 · Cavalier noir sur case blanche g8 · Tour noire sur case noire h8 · Pion noir sur case noire a7 · Pion noir sur case blanche b7 · Pion noir sur case noire c7 · Pion noir sur case blanche d7 · Pion noir sur case noire g7 · Pion noir sur case blanche h7 · Pion noir sur case noire f6 · Pion noir sur case noire e5 · Pion blanc sur case blanche e4 · Cavalier blanc sur case blanche f3 · Pion blanc sur case blanche a2 · Pion blanc sur case noire b2 · Pion blanc sur case blanche c2 · Pion blanc sur case noire d2 · Pion blanc sur case noire f2 · Pion blanc sur case blanche g2 · Pion blanc sur case noire h2 · Tour blanche sur case noire a1 · Cavalier blanc sur case blanche b1 · Fou blanc sur case noire c1 · Dame blanche sur case blanche d1 · Roi blanc sur case noire e1 · Fou blanc sur case blanche f1 · Tour blanche sur case blanche h1 | Tour noire sur case blanche a8 · Cavalier noir sur case noire b8 · Fou noir sur case blanche c8 · Dame noire sur case noire d8 · Roi noir sur case blanche e8 · Fou noir sur case noire f8 · Cavalier noir sur case blanche g8 · Tour noire sur case noire h8 · Pion noir sur case noire a7 · Pion noir sur case blanche b7 · Pion noir sur case noire c7 · Pion noir sur case blanche d7 · Pion noir sur case noire g7 · Pion noir sur case blanche h7 · Pion noir sur case noire f6 · Pion noir sur case noire e5 · Pion blanc sur case blanche e4 · Cavalier blanc sur case blanche f3 · Pion blanc sur case blanche a2 · Pion blanc sur case noire b2 · Pion blanc sur case blanche c2 · Pion blanc sur case noire d2 · Pion blanc sur case noire f2 · Pion blanc sur case blanche g2 · Pion blanc sur case noire h2 · Tour blanche sur case noire a1 · Cavalier blanc sur case blanche b1 · Fou blanc sur case noire c1 · Dame blanche sur case blanche d1 · Roi blanc sur case noire e1 · Fou blanc sur case blanche f1 · Tour blanche sur case blanche h1 | Tour noire sur case blanche a8 · Cavalier noir sur case noire b8 · Fou noir sur case blanche c8 · Dame noire sur case noire d8 · Roi noir sur case blanche e8 · Fou noir sur case noire f8 · Cavalier noir sur case blanche g8 · Tour noire sur case noire h8 · Pion noir sur case noire a7 · Pion noir sur case blanche b7 · Pion noir sur case noire c7 · Pion noir sur case blanche d7 · Pion noir sur case noire g7 · Pion noir sur case blanche h7 · Pion noir sur case noire f6 · Pion noir sur case noire e5 · Pion blanc sur case blanche e4 · Cavalier blanc sur case blanche f3 · Pion blanc sur case blanche a2 · Pion blanc sur case noire b2 · Pion blanc sur case blanche c2 · Pion blanc sur case noire d2 · Pion blanc sur case noire f2 · Pion blanc sur case blanche g2 · Pion blanc sur case noire h2 · Tour blanche sur case noire a1 · Cavalier blanc sur case blanche b1 · Fou blanc sur case noire c1 · Dame blanche sur case blanche d1 · Roi blanc sur case noire e1 · Fou blanc sur case blanche f1 · Tour blanche sur case blanche h1 | Tour noire sur case blanche a8 · Cavalier noir sur case noire b8 · Fou noir sur case blanche c8 · Dame noire sur case noire d8 · Roi noir sur case blanche e8 · Fou noir sur case noire f8 · Cavalier noir sur case blanche g8 · Tour noire sur case noire h8 · Pion noir sur case noire a7 · Pion noir sur case blanche b7 · Pion noir sur case noire c7 · Pion noir sur case blanche d7 · Pion noir sur case noire g7 · Pion noir sur case blanche h7 · Pion noir sur case noire f6 · Pion noir sur case noire e5 · Pion blanc sur case blanche e4 · Cavalier blanc sur case blanche f3 · Pion blanc sur case blanche a2 · Pion blanc sur case noire b2 · Pion blanc sur case blanche c2 · Pion blanc sur case noire d2 · Pion blanc sur case noire f2 · Pion blanc sur case blanche g2 · Pion blanc sur case noire h2 · Tour blanche sur case noire a1 · Cavalier blanc sur case blanche b1 · Fou blanc sur case noire c1 · Dame blanche sur case blanche d1 · Roi blanc sur case noire e1 · Fou blanc sur case blanche f1 · Tour blanche sur case blanche h1 | Tour noire sur case blanche a8 · Cavalier noir sur case noire b8 · Fou noir sur case blanche c8 · Dame noire sur case noire d8 · Roi noir sur case blanche e8 · Fou noir sur case noire f8 · Cavalier noir sur case blanche g8 · Tour noire sur case noire h8 · Pion noir sur case noire a7 · Pion noir sur case blanche b7 · Pion noir sur case noire c7 · Pion noir sur case blanche d7 · Pion noir sur case noire g7 · Pion noir sur case blanche h7 · Pion noir sur case noire f6 · Pion noir sur case noire e5 · Pion blanc sur case blanche e4 · Cavalier blanc sur case blanche f3 · Pion blanc sur case blanche a2 · Pion blanc sur case noire b2 · Pion blanc sur case blanche c2 · Pion blanc sur case noire d2 · Pion blanc sur case noire f2 · Pion blanc sur case blanche g2 · Pion blanc sur case noire h2 · Tour blanche sur case noire a1 · Cavalier blanc sur case blanche b1 · Fou blanc sur case noire c1 · Dame blanche sur case blanche d1 · Roi blanc sur case noire e1 · Fou blanc sur case blanche f1 · Tour blanche sur case blanche h1 | 8 |
| 7 | Tour noire sur case blanche a8 · Cavalier noir sur case noire b8 · Fou noir sur case blanche c8 · Dame noire sur case noire d8 · Roi noir sur case blanche e8 · Fou noir sur case noire f8 · Cavalier noir sur case blanche g8 · Tour noire sur case noire h8 · Pion noir sur case noire a7 · Pion noir sur case blanche b7 · Pion noir sur case noire c7 · Pion noir sur case blanche d7 · Pion noir sur case noire g7 · Pion noir sur case blanche h7 · Pion noir sur case noire f6 · Pion noir sur case noire e5 · Pion blanc sur case blanche e4 · Cavalier blanc sur case blanche f3 · Pion blanc sur case blanche a2 · Pion blanc sur case noire b2 · Pion blanc sur case blanche c2 · Pion blanc sur case noire d2 · Pion blanc sur case noire f2 · Pion blanc sur case blanche g2 · Pion blanc sur case noire h2 · Tour blanche sur case noire a1 · Cavalier blanc sur case blanche b1 · Fou blanc sur case noire c1 · Dame blanche sur case blanche d1 · Roi blanc sur case noire e1 · Fou blanc sur case blanche f1 · Tour blanche sur case blanche h1 | Tour noire sur case blanche a8 · Cavalier noir sur case noire b8 · Fou noir sur case blanche c8 · Dame noire sur case noire d8 · Roi noir sur case blanche e8 · Fou noir sur case noire f8 · Cavalier noir sur case blanche g8 · Tour noire sur case noire h8 · Pion noir sur case noire a7 · Pion noir sur case blanche b7 · Pion noir sur case noire c7 · Pion noir sur case blanche d7 · Pion noir sur case noire g7 · Pion noir sur case blanche h7 · Pion noir sur case noire f6 · Pion noir sur case noire e5 · Pion blanc sur case blanche e4 · Cavalier blanc sur case blanche f3 · Pion blanc sur case blanche a2 · Pion blanc sur case noire b2 · Pion blanc sur case blanche c2 · Pion blanc sur case noire d2 · Pion blanc sur case noire f2 · Pion blanc sur case blanche g2 · Pion blanc sur case noire h2 · Tour blanche sur case noire a1 · Cavalier blanc sur case blanche b1 · Fou blanc sur case noire c1 · Dame blanche sur case blanche d1 · Roi blanc sur case noire e1 · Fou blanc sur case blanche f1 · Tour blanche sur case blanche h1 | Tour noire sur case blanche a8 · Cavalier noir sur case noire b8 · Fou noir sur case blanche c8 · Dame noire sur case noire d8 · Roi noir sur case blanche e8 · Fou noir sur case noire f8 · Cavalier noir sur case blanche g8 · Tour noire sur case noire h8 · Pion noir sur case noire a7 · Pion noir sur case blanche b7 · Pion noir sur case noire c7 · Pion noir sur case blanche d7 · Pion noir sur case noire g7 · Pion noir sur case blanche h7 · Pion noir sur case noire f6 · Pion noir sur case noire e5 · Pion blanc sur case blanche e4 · Cavalier blanc sur case blanche f3 · Pion blanc sur case blanche a2 · Pion blanc sur case noire b2 · Pion blanc sur case blanche c2 · Pion blanc sur case noire d2 · Pion blanc sur case noire f2 · Pion blanc sur case blanche g2 · Pion blanc sur case noire h2 · Tour blanche sur case noire a1 · Cavalier blanc sur case blanche b1 · Fou blanc sur case noire c1 · Dame blanche sur case blanche d1 · Roi blanc sur case noire e1 · Fou blanc sur case blanche f1 · Tour blanche sur case blanche h1 | Tour noire sur case blanche a8 · Cavalier noir sur case noire b8 · Fou noir sur case blanche c8 · Dame noire sur case noire d8 · Roi noir sur case blanche e8 · Fou noir sur case noire f8 · Cavalier noir sur case blanche g8 · Tour noire sur case noire h8 · Pion noir sur case noire a7 · Pion noir sur case blanche b7 · Pion noir sur case noire c7 · Pion noir sur case blanche d7 · Pion noir sur case noire g7 · Pion noir sur case blanche h7 · Pion noir sur case noire f6 · Pion noir sur case noire e5 · Pion blanc sur case blanche e4 · Cavalier blanc sur case blanche f3 · Pion blanc sur case blanche a2 · Pion blanc sur case noire b2 · Pion blanc sur case blanche c2 · Pion blanc sur case noire d2 · Pion blanc sur case noire f2 · Pion blanc sur case blanche g2 · Pion blanc sur case noire h2 · Tour blanche sur case noire a1 · Cavalier blanc sur case blanche b1 · Fou blanc sur case noire c1 · Dame blanche sur case blanche d1 · Roi blanc sur case noire e1 · Fou blanc sur case blanche f1 · Tour blanche sur case blanche h1 | Tour noire sur case blanche a8 · Cavalier noir sur case noire b8 · Fou noir sur case blanche c8 · Dame noire sur case noire d8 · Roi noir sur case blanche e8 · Fou noir sur case noire f8 · Cavalier noir sur case blanche g8 · Tour noire sur case noire h8 · Pion noir sur case noire a7 · Pion noir sur case blanche b7 · Pion noir sur case noire c7 · Pion noir sur case blanche d7 · Pion noir sur case noire g7 · Pion noir sur case blanche h7 · Pion noir sur case noire f6 · Pion noir sur case noire e5 · Pion blanc sur case blanche e4 · Cavalier blanc sur case blanche f3 · Pion blanc sur case blanche a2 · Pion blanc sur case noire b2 · Pion blanc sur case blanche c2 · Pion blanc sur case noire d2 · Pion blanc sur case noire f2 · Pion blanc sur case blanche g2 · Pion blanc sur case noire h2 · Tour blanche sur case noire a1 · Cavalier blanc sur case blanche b1 · Fou blanc sur case noire c1 · Dame blanche sur case blanche d1 · Roi blanc sur case noire e1 · Fou blanc sur case blanche f1 · Tour blanche sur case blanche h1 | Tour noire sur case blanche a8 · Cavalier noir sur case noire b8 · Fou noir sur case blanche c8 · Dame noire sur case noire d8 · Roi noir sur case blanche e8 · Fou noir sur case noire f8 · Cavalier noir sur case blanche g8 · Tour noire sur case noire h8 · Pion noir sur case noire a7 · Pion noir sur case blanche b7 · Pion noir sur case noire c7 · Pion noir sur case blanche d7 · Pion noir sur case noire g7 · Pion noir sur case blanche h7 · Pion noir sur case noire f6 · Pion noir sur case noire e5 · Pion blanc sur case blanche e4 · Cavalier blanc sur case blanche f3 · Pion blanc sur case blanche a2 · Pion blanc sur case noire b2 · Pion blanc sur case blanche c2 · Pion blanc sur case noire d2 · Pion blanc sur case noire f2 · Pion blanc sur case blanche g2 · Pion blanc sur case noire h2 · Tour blanche sur case noire a1 · Cavalier blanc sur case blanche b1 · Fou blanc sur case noire c1 · Dame blanche sur case blanche d1 · Roi blanc sur case noire e1 · Fou blanc sur case blanche f1 · Tour blanche sur case blanche h1 | Tour noire sur case blanche a8 · Cavalier noir sur case noire b8 · Fou noir sur case blanche c8 · Dame noire sur case noire d8 · Roi noir sur case blanche e8 · Fou noir sur case noire f8 · Cavalier noir sur case blanche g8 · Tour noire sur case noire h8 · Pion noir sur case noire a7 · Pion noir sur case blanche b7 · Pion noir sur case noire c7 · Pion noir sur case blanche d7 · Pion noir sur case noire g7 · Pion noir sur case blanche h7 · Pion noir sur case noire f6 · Pion noir sur case noire e5 · Pion blanc sur case blanche e4 · Cavalier blanc sur case blanche f3 · Pion blanc sur case blanche a2 · Pion blanc sur case noire b2 · Pion blanc sur case blanche c2 · Pion blanc sur case noire d2 · Pion blanc sur case noire f2 · Pion blanc sur case blanche g2 · Pion blanc sur case noire h2 · Tour blanche sur case noire a1 · Cavalier blanc sur case blanche b1 · Fou blanc sur case noire c1 · Dame blanche sur case blanche d1 · Roi blanc sur case noire e1 · Fou blanc sur case blanche f1 · Tour blanche sur case blanche h1 | Tour noire sur case blanche a8 · Cavalier noir sur case noire b8 · Fou noir sur case blanche c8 · Dame noire sur case noire d8 · Roi noir sur case blanche e8 · Fou noir sur case noire f8 · Cavalier noir sur case blanche g8 · Tour noire sur case noire h8 · Pion noir sur case noire a7 · Pion noir sur case blanche b7 · Pion noir sur case noire c7 · Pion noir sur case blanche d7 · Pion noir sur case noire g7 · Pion noir sur case blanche h7 · Pion noir sur case noire f6 · Pion noir sur case noire e5 · Pion blanc sur case blanche e4 · Cavalier blanc sur case blanche f3 · Pion blanc sur case blanche a2 · Pion blanc sur case noire b2 · Pion blanc sur case blanche c2 · Pion blanc sur case noire d2 · Pion blanc sur case noire f2 · Pion blanc sur case blanche g2 · Pion blanc sur case noire h2 · Tour blanche sur case noire a1 · Cavalier blanc sur case blanche b1 · Fou blanc sur case noire c1 · Dame blanche sur case blanche d1 · Roi blanc sur case noire e1 · Fou blanc sur case blanche f1 · Tour blanche sur case blanche h1 | 7 |
| 6 | Tour noire sur case blanche a8 · Cavalier noir sur case noire b8 · Fou noir sur case blanche c8 · Dame noire sur case noire d8 · Roi noir sur case blanche e8 · Fou noir sur case noire f8 · Cavalier noir sur case blanche g8 · Tour noire sur case noire h8 · Pion noir sur case noire a7 · Pion noir sur case blanche b7 · Pion noir sur case noire c7 · Pion noir sur case blanche d7 · Pion noir sur case noire g7 · Pion noir sur case blanche h7 · Pion noir sur case noire f6 · Pion noir sur case noire e5 · Pion blanc sur case blanche e4 · Cavalier blanc sur case blanche f3 · Pion blanc sur case blanche a2 · Pion blanc sur case noire b2 · Pion blanc sur case blanche c2 · Pion blanc sur case noire d2 · Pion blanc sur case noire f2 · Pion blanc sur case blanche g2 · Pion blanc sur case noire h2 · Tour blanche sur case noire a1 · Cavalier blanc sur case blanche b1 · Fou blanc sur case noire c1 · Dame blanche sur case blanche d1 · Roi blanc sur case noire e1 · Fou blanc sur case blanche f1 · Tour blanche sur case blanche h1 | Tour noire sur case blanche a8 · Cavalier noir sur case noire b8 · Fou noir sur case blanche c8 · Dame noire sur case noire d8 · Roi noir sur case blanche e8 · Fou noir sur case noire f8 · Cavalier noir sur case blanche g8 · Tour noire sur case noire h8 · Pion noir sur case noire a7 · Pion noir sur case blanche b7 · Pion noir sur case noire c7 · Pion noir sur case blanche d7 · Pion noir sur case noire g7 · Pion noir sur case blanche h7 · Pion noir sur case noire f6 · Pion noir sur case noire e5 · Pion blanc sur case blanche e4 · Cavalier blanc sur case blanche f3 · Pion blanc sur case blanche a2 · Pion blanc sur case noire b2 · Pion blanc sur case blanche c2 · Pion blanc sur case noire d2 · Pion blanc sur case noire f2 · Pion blanc sur case blanche g2 · Pion blanc sur case noire h2 · Tour blanche sur case noire a1 · Cavalier blanc sur case blanche b1 · Fou blanc sur case noire c1 · Dame blanche sur case blanche d1 · Roi blanc sur case noire e1 · Fou blanc sur case blanche f1 · Tour blanche sur case blanche h1 | Tour noire sur case blanche a8 · Cavalier noir sur case noire b8 · Fou noir sur case blanche c8 · Dame noire sur case noire d8 · Roi noir sur case blanche e8 · Fou noir sur case noire f8 · Cavalier noir sur case blanche g8 · Tour noire sur case noire h8 · Pion noir sur case noire a7 · Pion noir sur case blanche b7 · Pion noir sur case noire c7 · Pion noir sur case blanche d7 · Pion noir sur case noire g7 · Pion noir sur case blanche h7 · Pion noir sur case noire f6 · Pion noir sur case noire e5 · Pion blanc sur case blanche e4 · Cavalier blanc sur case blanche f3 · Pion blanc sur case blanche a2 · Pion blanc sur case noire b2 · Pion blanc sur case blanche c2 · Pion blanc sur case noire d2 · Pion blanc sur case noire f2 · Pion blanc sur case blanche g2 · Pion blanc sur case noire h2 · Tour blanche sur case noire a1 · Cavalier blanc sur case blanche b1 · Fou blanc sur case noire c1 · Dame blanche sur case blanche d1 · Roi blanc sur case noire e1 · Fou blanc sur case blanche f1 · Tour blanche sur case blanche h1 | Tour noire sur case blanche a8 · Cavalier noir sur case noire b8 · Fou noir sur case blanche c8 · Dame noire sur case noire d8 · Roi noir sur case blanche e8 · Fou noir sur case noire f8 · Cavalier noir sur case blanche g8 · Tour noire sur case noire h8 · Pion noir sur case noire a7 · Pion noir sur case blanche b7 · Pion noir sur case noire c7 · Pion noir sur case blanche d7 · Pion noir sur case noire g7 · Pion noir sur case blanche h7 · Pion noir sur case noire f6 · Pion noir sur case noire e5 · Pion blanc sur case blanche e4 · Cavalier blanc sur case blanche f3 · Pion blanc sur case blanche a2 · Pion blanc sur case noire b2 · Pion blanc sur case blanche c2 · Pion blanc sur case noire d2 · Pion blanc sur case noire f2 · Pion blanc sur case blanche g2 · Pion blanc sur case noire h2 · Tour blanche sur case noire a1 · Cavalier blanc sur case blanche b1 · Fou blanc sur case noire c1 · Dame blanche sur case blanche d1 · Roi blanc sur case noire e1 · Fou blanc sur case blanche f1 · Tour blanche sur case blanche h1 | Tour noire sur case blanche a8 · Cavalier noir sur case noire b8 · Fou noir sur case blanche c8 · Dame noire sur case noire d8 · Roi noir sur case blanche e8 · Fou noir sur case noire f8 · Cavalier noir sur case blanche g8 · Tour noire sur case noire h8 · Pion noir sur case noire a7 · Pion noir sur case blanche b7 · Pion noir sur case noire c7 · Pion noir sur case blanche d7 · Pion noir sur case noire g7 · Pion noir sur case blanche h7 · Pion noir sur case noire f6 · Pion noir sur case noire e5 · Pion blanc sur case blanche e4 · Cavalier blanc sur case blanche f3 · Pion blanc sur case blanche a2 · Pion blanc sur case noire b2 · Pion blanc sur case blanche c2 · Pion blanc sur case noire d2 · Pion blanc sur case noire f2 · Pion blanc sur case blanche g2 · Pion blanc sur case noire h2 · Tour blanche sur case noire a1 · Cavalier blanc sur case blanche b1 · Fou blanc sur case noire c1 · Dame blanche sur case blanche d1 · Roi blanc sur case noire e1 · Fou blanc sur case blanche f1 · Tour blanche sur case blanche h1 | Tour noire sur case blanche a8 · Cavalier noir sur case noire b8 · Fou noir sur case blanche c8 · Dame noire sur case noire d8 · Roi noir sur case blanche e8 · Fou noir sur case noire f8 · Cavalier noir sur case blanche g8 · Tour noire sur case noire h8 · Pion noir sur case noire a7 · Pion noir sur case blanche b7 · Pion noir sur case noire c7 · Pion noir sur case blanche d7 · Pion noir sur case noire g7 · Pion noir sur case blanche h7 · Pion noir sur case noire f6 · Pion noir sur case noire e5 · Pion blanc sur case blanche e4 · Cavalier blanc sur case blanche f3 · Pion blanc sur case blanche a2 · Pion blanc sur case noire b2 · Pion blanc sur case blanche c2 · Pion blanc sur case noire d2 · Pion blanc sur case noire f2 · Pion blanc sur case blanche g2 · Pion blanc sur case noire h2 · Tour blanche sur case noire a1 · Cavalier blanc sur case blanche b1 · Fou blanc sur case noire c1 · Dame blanche sur case blanche d1 · Roi blanc sur case noire e1 · Fou blanc sur case blanche f1 · Tour blanche sur case blanche h1 | Tour noire sur case blanche a8 · Cavalier noir sur case noire b8 · Fou noir sur case blanche c8 · Dame noire sur case noire d8 · Roi noir sur case blanche e8 · Fou noir sur case noire f8 · Cavalier noir sur case blanche g8 · Tour noire sur case noire h8 · Pion noir sur case noire a7 · Pion noir sur case blanche b7 · Pion noir sur case noire c7 · Pion noir sur case blanche d7 · Pion noir sur case noire g7 · Pion noir sur case blanche h7 · Pion noir sur case noire f6 · Pion noir sur case noire e5 · Pion blanc sur case blanche e4 · Cavalier blanc sur case blanche f3 · Pion blanc sur case blanche a2 · Pion blanc sur case noire b2 · Pion blanc sur case blanche c2 · Pion blanc sur case noire d2 · Pion blanc sur case noire f2 · Pion blanc sur case blanche g2 · Pion blanc sur case noire h2 · Tour blanche sur case noire a1 · Cavalier blanc sur case blanche b1 · Fou blanc sur case noire c1 · Dame blanche sur case blanche d1 · Roi blanc sur case noire e1 · Fou blanc sur case blanche f1 · Tour blanche sur case blanche h1 | Tour noire sur case blanche a8 · Cavalier noir sur case noire b8 · Fou noir sur case blanche c8 · Dame noire sur case noire d8 · Roi noir sur case blanche e8 · Fou noir sur case noire f8 · Cavalier noir sur case blanche g8 · Tour noire sur case noire h8 · Pion noir sur case noire a7 · Pion noir sur case blanche b7 · Pion noir sur case noire c7 · Pion noir sur case blanche d7 · Pion noir sur case noire g7 · Pion noir sur case blanche h7 · Pion noir sur case noire f6 · Pion noir sur case noire e5 · Pion blanc sur case blanche e4 · Cavalier blanc sur case blanche f3 · Pion blanc sur case blanche a2 · Pion blanc sur case noire b2 · Pion blanc sur case blanche c2 · Pion blanc sur case noire d2 · Pion blanc sur case noire f2 · Pion blanc sur case blanche g2 · Pion blanc sur case noire h2 · Tour blanche sur case noire a1 · Cavalier blanc sur case blanche b1 · Fou blanc sur case noire c1 · Dame blanche sur case blanche d1 · Roi blanc sur case noire e1 · Fou blanc sur case blanche f1 · Tour blanche sur case blanche h1 | 6 |
| 5 | Tour noire sur case blanche a8 · Cavalier noir sur case noire b8 · Fou noir sur case blanche c8 · Dame noire sur case noire d8 · Roi noir sur case blanche e8 · Fou noir sur case noire f8 · Cavalier noir sur case blanche g8 · Tour noire sur case noire h8 · Pion noir sur case noire a7 · Pion noir sur case blanche b7 · Pion noir sur case noire c7 · Pion noir sur case blanche d7 · Pion noir sur case noire g7 · Pion noir sur case blanche h7 · Pion noir sur case noire f6 · Pion noir sur case noire e5 · Pion blanc sur case blanche e4 · Cavalier blanc sur case blanche f3 · Pion blanc sur case blanche a2 · Pion blanc sur case noire b2 · Pion blanc sur case blanche c2 · Pion blanc sur case noire d2 · Pion blanc sur case noire f2 · Pion blanc sur case blanche g2 · Pion blanc sur case noire h2 · Tour blanche sur case noire a1 · Cavalier blanc sur case blanche b1 · Fou blanc sur case noire c1 · Dame blanche sur case blanche d1 · Roi blanc sur case noire e1 · Fou blanc sur case blanche f1 · Tour blanche sur case blanche h1 | Tour noire sur case blanche a8 · Cavalier noir sur case noire b8 · Fou noir sur case blanche c8 · Dame noire sur case noire d8 · Roi noir sur case blanche e8 · Fou noir sur case noire f8 · Cavalier noir sur case blanche g8 · Tour noire sur case noire h8 · Pion noir sur case noire a7 · Pion noir sur case blanche b7 · Pion noir sur case noire c7 · Pion noir sur case blanche d7 · Pion noir sur case noire g7 · Pion noir sur case blanche h7 · Pion noir sur case noire f6 · Pion noir sur case noire e5 · Pion blanc sur case blanche e4 · Cavalier blanc sur case blanche f3 · Pion blanc sur case blanche a2 · Pion blanc sur case noire b2 · Pion blanc sur case blanche c2 · Pion blanc sur case noire d2 · Pion blanc sur case noire f2 · Pion blanc sur case blanche g2 · Pion blanc sur case noire h2 · Tour blanche sur case noire a1 · Cavalier blanc sur case blanche b1 · Fou blanc sur case noire c1 · Dame blanche sur case blanche d1 · Roi blanc sur case noire e1 · Fou blanc sur case blanche f1 · Tour blanche sur case blanche h1 | Tour noire sur case blanche a8 · Cavalier noir sur case noire b8 · Fou noir sur case blanche c8 · Dame noire sur case noire d8 · Roi noir sur case blanche e8 · Fou noir sur case noire f8 · Cavalier noir sur case blanche g8 · Tour noire sur case noire h8 · Pion noir sur case noire a7 · Pion noir sur case blanche b7 · Pion noir sur case noire c7 · Pion noir sur case blanche d7 · Pion noir sur case noire g7 · Pion noir sur case blanche h7 · Pion noir sur case noire f6 · Pion noir sur case noire e5 · Pion blanc sur case blanche e4 · Cavalier blanc sur case blanche f3 · Pion blanc sur case blanche a2 · Pion blanc sur case noire b2 · Pion blanc sur case blanche c2 · Pion blanc sur case noire d2 · Pion blanc sur case noire f2 · Pion blanc sur case blanche g2 · Pion blanc sur case noire h2 · Tour blanche sur case noire a1 · Cavalier blanc sur case blanche b1 · Fou blanc sur case noire c1 · Dame blanche sur case blanche d1 · Roi blanc sur case noire e1 · Fou blanc sur case blanche f1 · Tour blanche sur case blanche h1 | Tour noire sur case blanche a8 · Cavalier noir sur case noire b8 · Fou noir sur case blanche c8 · Dame noire sur case noire d8 · Roi noir sur case blanche e8 · Fou noir sur case noire f8 · Cavalier noir sur case blanche g8 · Tour noire sur case noire h8 · Pion noir sur case noire a7 · Pion noir sur case blanche b7 · Pion noir sur case noire c7 · Pion noir sur case blanche d7 · Pion noir sur case noire g7 · Pion noir sur case blanche h7 · Pion noir sur case noire f6 · Pion noir sur case noire e5 · Pion blanc sur case blanche e4 · Cavalier blanc sur case blanche f3 · Pion blanc sur case blanche a2 · Pion blanc sur case noire b2 · Pion blanc sur case blanche c2 · Pion blanc sur case noire d2 · Pion blanc sur case noire f2 · Pion blanc sur case blanche g2 · Pion blanc sur case noire h2 · Tour blanche sur case noire a1 · Cavalier blanc sur case blanche b1 · Fou blanc sur case noire c1 · Dame blanche sur case blanche d1 · Roi blanc sur case noire e1 · Fou blanc sur case blanche f1 · Tour blanche sur case blanche h1 | Tour noire sur case blanche a8 · Cavalier noir sur case noire b8 · Fou noir sur case blanche c8 · Dame noire sur case noire d8 · Roi noir sur case blanche e8 · Fou noir sur case noire f8 · Cavalier noir sur case blanche g8 · Tour noire sur case noire h8 · Pion noir sur case noire a7 · Pion noir sur case blanche b7 · Pion noir sur case noire c7 · Pion noir sur case blanche d7 · Pion noir sur case noire g7 · Pion noir sur case blanche h7 · Pion noir sur case noire f6 · Pion noir sur case noire e5 · Pion blanc sur case blanche e4 · Cavalier blanc sur case blanche f3 · Pion blanc sur case blanche a2 · Pion blanc sur case noire b2 · Pion blanc sur case blanche c2 · Pion blanc sur case noire d2 · Pion blanc sur case noire f2 · Pion blanc sur case blanche g2 · Pion blanc sur case noire h2 · Tour blanche sur case noire a1 · Cavalier blanc sur case blanche b1 · Fou blanc sur case noire c1 · Dame blanche sur case blanche d1 · Roi blanc sur case noire e1 · Fou blanc sur case blanche f1 · Tour blanche sur case blanche h1 | Tour noire sur case blanche a8 · Cavalier noir sur case noire b8 · Fou noir sur case blanche c8 · Dame noire sur case noire d8 · Roi noir sur case blanche e8 · Fou noir sur case noire f8 · Cavalier noir sur case blanche g8 · Tour noire sur case noire h8 · Pion noir sur case noire a7 · Pion noir sur case blanche b7 · Pion noir sur case noire c7 · Pion noir sur case blanche d7 · Pion noir sur case noire g7 · Pion noir sur case blanche h7 · Pion noir sur case noire f6 · Pion noir sur case noire e5 · Pion blanc sur case blanche e4 · Cavalier blanc sur case blanche f3 · Pion blanc sur case blanche a2 · Pion blanc sur case noire b2 · Pion blanc sur case blanche c2 · Pion blanc sur case noire d2 · Pion blanc sur case noire f2 · Pion blanc sur case blanche g2 · Pion blanc sur case noire h2 · Tour blanche sur case noire a1 · Cavalier blanc sur case blanche b1 · Fou blanc sur case noire c1 · Dame blanche sur case blanche d1 · Roi blanc sur case noire e1 · Fou blanc sur case blanche f1 · Tour blanche sur case blanche h1 | Tour noire sur case blanche a8 · Cavalier noir sur case noire b8 · Fou noir sur case blanche c8 · Dame noire sur case noire d8 · Roi noir sur case blanche e8 · Fou noir sur case noire f8 · Cavalier noir sur case blanche g8 · Tour noire sur case noire h8 · Pion noir sur case noire a7 · Pion noir sur case blanche b7 · Pion noir sur case noire c7 · Pion noir sur case blanche d7 · Pion noir sur case noire g7 · Pion noir sur case blanche h7 · Pion noir sur case noire f6 · Pion noir sur case noire e5 · Pion blanc sur case blanche e4 · Cavalier blanc sur case blanche f3 · Pion blanc sur case blanche a2 · Pion blanc sur case noire b2 · Pion blanc sur case blanche c2 · Pion blanc sur case noire d2 · Pion blanc sur case noire f2 · Pion blanc sur case blanche g2 · Pion blanc sur case noire h2 · Tour blanche sur case noire a1 · Cavalier blanc sur case blanche b1 · Fou blanc sur case noire c1 · Dame blanche sur case blanche d1 · Roi blanc sur case noire e1 · Fou blanc sur case blanche f1 · Tour blanche sur case blanche h1 | Tour noire sur case blanche a8 · Cavalier noir sur case noire b8 · Fou noir sur case blanche c8 · Dame noire sur case noire d8 · Roi noir sur case blanche e8 · Fou noir sur case noire f8 · Cavalier noir sur case blanche g8 · Tour noire sur case noire h8 · Pion noir sur case noire a7 · Pion noir sur case blanche b7 · Pion noir sur case noire c7 · Pion noir sur case blanche d7 · Pion noir sur case noire g7 · Pion noir sur case blanche h7 · Pion noir sur case noire f6 · Pion noir sur case noire e5 · Pion blanc sur case blanche e4 · Cavalier blanc sur case blanche f3 · Pion blanc sur case blanche a2 · Pion blanc sur case noire b2 · Pion blanc sur case blanche c2 · Pion blanc sur case noire d2 · Pion blanc sur case noire f2 · Pion blanc sur case blanche g2 · Pion blanc sur case noire h2 · Tour blanche sur case noire a1 · Cavalier blanc sur case blanche b1 · Fou blanc sur case noire c1 · Dame blanche sur case blanche d1 · Roi blanc sur case noire e1 · Fou blanc sur case blanche f1 · Tour blanche sur case blanche h1 | 5 |
| 4 | Tour noire sur case blanche a8 · Cavalier noir sur case noire b8 · Fou noir sur case blanche c8 · Dame noire sur case noire d8 · Roi noir sur case blanche e8 · Fou noir sur case noire f8 · Cavalier noir sur case blanche g8 · Tour noire sur case noire h8 · Pion noir sur case noire a7 · Pion noir sur case blanche b7 · Pion noir sur case noire c7 · Pion noir sur case blanche d7 · Pion noir sur case noire g7 · Pion noir sur case blanche h7 · Pion noir sur case noire f6 · Pion noir sur case noire e5 · Pion blanc sur case blanche e4 · Cavalier blanc sur case blanche f3 · Pion blanc sur case blanche a2 · Pion blanc sur case noire b2 · Pion blanc sur case blanche c2 · Pion blanc sur case noire d2 · Pion blanc sur case noire f2 · Pion blanc sur case blanche g2 · Pion blanc sur case noire h2 · Tour blanche sur case noire a1 · Cavalier blanc sur case blanche b1 · Fou blanc sur case noire c1 · Dame blanche sur case blanche d1 · Roi blanc sur case noire e1 · Fou blanc sur case blanche f1 · Tour blanche sur case blanche h1 | Tour noire sur case blanche a8 · Cavalier noir sur case noire b8 · Fou noir sur case blanche c8 · Dame noire sur case noire d8 · Roi noir sur case blanche e8 · Fou noir sur case noire f8 · Cavalier noir sur case blanche g8 · Tour noire sur case noire h8 · Pion noir sur case noire a7 · Pion noir sur case blanche b7 · Pion noir sur case noire c7 · Pion noir sur case blanche d7 · Pion noir sur case noire g7 · Pion noir sur case blanche h7 · Pion noir sur case noire f6 · Pion noir sur case noire e5 · Pion blanc sur case blanche e4 · Cavalier blanc sur case blanche f3 · Pion blanc sur case blanche a2 · Pion blanc sur case noire b2 · Pion blanc sur case blanche c2 · Pion blanc sur case noire d2 · Pion blanc sur case noire f2 · Pion blanc sur case blanche g2 · Pion blanc sur case noire h2 · Tour blanche sur case noire a1 · Cavalier blanc sur case blanche b1 · Fou blanc sur case noire c1 · Dame blanche sur case blanche d1 · Roi blanc sur case noire e1 · Fou blanc sur case blanche f1 · Tour blanche sur case blanche h1 | Tour noire sur case blanche a8 · Cavalier noir sur case noire b8 · Fou noir sur case blanche c8 · Dame noire sur case noire d8 · Roi noir sur case blanche e8 · Fou noir sur case noire f8 · Cavalier noir sur case blanche g8 · Tour noire sur case noire h8 · Pion noir sur case noire a7 · Pion noir sur case blanche b7 · Pion noir sur case noire c7 · Pion noir sur case blanche d7 · Pion noir sur case noire g7 · Pion noir sur case blanche h7 · Pion noir sur case noire f6 · Pion noir sur case noire e5 · Pion blanc sur case blanche e4 · Cavalier blanc sur case blanche f3 · Pion blanc sur case blanche a2 · Pion blanc sur case noire b2 · Pion blanc sur case blanche c2 · Pion blanc sur case noire d2 · Pion blanc sur case noire f2 · Pion blanc sur case blanche g2 · Pion blanc sur case noire h2 · Tour blanche sur case noire a1 · Cavalier blanc sur case blanche b1 · Fou blanc sur case noire c1 · Dame blanche sur case blanche d1 · Roi blanc sur case noire e1 · Fou blanc sur case blanche f1 · Tour blanche sur case blanche h1 | Tour noire sur case blanche a8 · Cavalier noir sur case noire b8 · Fou noir sur case blanche c8 · Dame noire sur case noire d8 · Roi noir sur case blanche e8 · Fou noir sur case noire f8 · Cavalier noir sur case blanche g8 · Tour noire sur case noire h8 · Pion noir sur case noire a7 · Pion noir sur case blanche b7 · Pion noir sur case noire c7 · Pion noir sur case blanche d7 · Pion noir sur case noire g7 · Pion noir sur case blanche h7 · Pion noir sur case noire f6 · Pion noir sur case noire e5 · Pion blanc sur case blanche e4 · Cavalier blanc sur case blanche f3 · Pion blanc sur case blanche a2 · Pion blanc sur case noire b2 · Pion blanc sur case blanche c2 · Pion blanc sur case noire d2 · Pion blanc sur case noire f2 · Pion blanc sur case blanche g2 · Pion blanc sur case noire h2 · Tour blanche sur case noire a1 · Cavalier blanc sur case blanche b1 · Fou blanc sur case noire c1 · Dame blanche sur case blanche d1 · Roi blanc sur case noire e1 · Fou blanc sur case blanche f1 · Tour blanche sur case blanche h1 | Tour noire sur case blanche a8 · Cavalier noir sur case noire b8 · Fou noir sur case blanche c8 · Dame noire sur case noire d8 · Roi noir sur case blanche e8 · Fou noir sur case noire f8 · Cavalier noir sur case blanche g8 · Tour noire sur case noire h8 · Pion noir sur case noire a7 · Pion noir sur case blanche b7 · Pion noir sur case noire c7 · Pion noir sur case blanche d7 · Pion noir sur case noire g7 · Pion noir sur case blanche h7 · Pion noir sur case noire f6 · Pion noir sur case noire e5 · Pion blanc sur case blanche e4 · Cavalier blanc sur case blanche f3 · Pion blanc sur case blanche a2 · Pion blanc sur case noire b2 · Pion blanc sur case blanche c2 · Pion blanc sur case noire d2 · Pion blanc sur case noire f2 · Pion blanc sur case blanche g2 · Pion blanc sur case noire h2 · Tour blanche sur case noire a1 · Cavalier blanc sur case blanche b1 · Fou blanc sur case noire c1 · Dame blanche sur case blanche d1 · Roi blanc sur case noire e1 · Fou blanc sur case blanche f1 · Tour blanche sur case blanche h1 | Tour noire sur case blanche a8 · Cavalier noir sur case noire b8 · Fou noir sur case blanche c8 · Dame noire sur case noire d8 · Roi noir sur case blanche e8 · Fou noir sur case noire f8 · Cavalier noir sur case blanche g8 · Tour noire sur case noire h8 · Pion noir sur case noire a7 · Pion noir sur case blanche b7 · Pion noir sur case noire c7 · Pion noir sur case blanche d7 · Pion noir sur case noire g7 · Pion noir sur case blanche h7 · Pion noir sur case noire f6 · Pion noir sur case noire e5 · Pion blanc sur case blanche e4 · Cavalier blanc sur case blanche f3 · Pion blanc sur case blanche a2 · Pion blanc sur case noire b2 · Pion blanc sur case blanche c2 · Pion blanc sur case noire d2 · Pion blanc sur case noire f2 · Pion blanc sur case blanche g2 · Pion blanc sur case noire h2 · Tour blanche sur case noire a1 · Cavalier blanc sur case blanche b1 · Fou blanc sur case noire c1 · Dame blanche sur case blanche d1 · Roi blanc sur case noire e1 · Fou blanc sur case blanche f1 · Tour blanche sur case blanche h1 | Tour noire sur case blanche a8 · Cavalier noir sur case noire b8 · Fou noir sur case blanche c8 · Dame noire sur case noire d8 · Roi noir sur case blanche e8 · Fou noir sur case noire f8 · Cavalier noir sur case blanche g8 · Tour noire sur case noire h8 · Pion noir sur case noire a7 · Pion noir sur case blanche b7 · Pion noir sur case noire c7 · Pion noir sur case blanche d7 · Pion noir sur case noire g7 · Pion noir sur case blanche h7 · Pion noir sur case noire f6 · Pion noir sur case noire e5 · Pion blanc sur case blanche e4 · Cavalier blanc sur case blanche f3 · Pion blanc sur case blanche a2 · Pion blanc sur case noire b2 · Pion blanc sur case blanche c2 · Pion blanc sur case noire d2 · Pion blanc sur case noire f2 · Pion blanc sur case blanche g2 · Pion blanc sur case noire h2 · Tour blanche sur case noire a1 · Cavalier blanc sur case blanche b1 · Fou blanc sur case noire c1 · Dame blanche sur case blanche d1 · Roi blanc sur case noire e1 · Fou blanc sur case blanche f1 · Tour blanche sur case blanche h1 | Tour noire sur case blanche a8 · Cavalier noir sur case noire b8 · Fou noir sur case blanche c8 · Dame noire sur case noire d8 · Roi noir sur case blanche e8 · Fou noir sur case noire f8 · Cavalier noir sur case blanche g8 · Tour noire sur case noire h8 · Pion noir sur case noire a7 · Pion noir sur case blanche b7 · Pion noir sur case noire c7 · Pion noir sur case blanche d7 · Pion noir sur case noire g7 · Pion noir sur case blanche h7 · Pion noir sur case noire f6 · Pion noir sur case noire e5 · Pion blanc sur case blanche e4 · Cavalier blanc sur case blanche f3 · Pion blanc sur case blanche a2 · Pion blanc sur case noire b2 · Pion blanc sur case blanche c2 · Pion blanc sur case noire d2 · Pion blanc sur case noire f2 · Pion blanc sur case blanche g2 · Pion blanc sur case noire h2 · Tour blanche sur case noire a1 · Cavalier blanc sur case blanche b1 · Fou blanc sur case noire c1 · Dame blanche sur case blanche d1 · Roi blanc sur case noire e1 · Fou blanc sur case blanche f1 · Tour blanche sur case blanche h1 | 4 |
| 3 | Tour noire sur case blanche a8 · Cavalier noir sur case noire b8 · Fou noir sur case blanche c8 · Dame noire sur case noire d8 · Roi noir sur case blanche e8 · Fou noir sur case noire f8 · Cavalier noir sur case blanche g8 · Tour noire sur case noire h8 · Pion noir sur case noire a7 · Pion noir sur case blanche b7 · Pion noir sur case noire c7 · Pion noir sur case blanche d7 · Pion noir sur case noire g7 · Pion noir sur case blanche h7 · Pion noir sur case noire f6 · Pion noir sur case noire e5 · Pion blanc sur case blanche e4 · Cavalier blanc sur case blanche f3 · Pion blanc sur case blanche a2 · Pion blanc sur case noire b2 · Pion blanc sur case blanche c2 · Pion blanc sur case noire d2 · Pion blanc sur case noire f2 · Pion blanc sur case blanche g2 · Pion blanc sur case noire h2 · Tour blanche sur case noire a1 · Cavalier blanc sur case blanche b1 · Fou blanc sur case noire c1 · Dame blanche sur case blanche d1 · Roi blanc sur case noire e1 · Fou blanc sur case blanche f1 · Tour blanche sur case blanche h1 | Tour noire sur case blanche a8 · Cavalier noir sur case noire b8 · Fou noir sur case blanche c8 · Dame noire sur case noire d8 · Roi noir sur case blanche e8 · Fou noir sur case noire f8 · Cavalier noir sur case blanche g8 · Tour noire sur case noire h8 · Pion noir sur case noire a7 · Pion noir sur case blanche b7 · Pion noir sur case noire c7 · Pion noir sur case blanche d7 · Pion noir sur case noire g7 · Pion noir sur case blanche h7 · Pion noir sur case noire f6 · Pion noir sur case noire e5 · Pion blanc sur case blanche e4 · Cavalier blanc sur case blanche f3 · Pion blanc sur case blanche a2 · Pion blanc sur case noire b2 · Pion blanc sur case blanche c2 · Pion blanc sur case noire d2 · Pion blanc sur case noire f2 · Pion blanc sur case blanche g2 · Pion blanc sur case noire h2 · Tour blanche sur case noire a1 · Cavalier blanc sur case blanche b1 · Fou blanc sur case noire c1 · Dame blanche sur case blanche d1 · Roi blanc sur case noire e1 · Fou blanc sur case blanche f1 · Tour blanche sur case blanche h1 | Tour noire sur case blanche a8 · Cavalier noir sur case noire b8 · Fou noir sur case blanche c8 · Dame noire sur case noire d8 · Roi noir sur case blanche e8 · Fou noir sur case noire f8 · Cavalier noir sur case blanche g8 · Tour noire sur case noire h8 · Pion noir sur case noire a7 · Pion noir sur case blanche b7 · Pion noir sur case noire c7 · Pion noir sur case blanche d7 · Pion noir sur case noire g7 · Pion noir sur case blanche h7 · Pion noir sur case noire f6 · Pion noir sur case noire e5 · Pion blanc sur case blanche e4 · Cavalier blanc sur case blanche f3 · Pion blanc sur case blanche a2 · Pion blanc sur case noire b2 · Pion blanc sur case blanche c2 · Pion blanc sur case noire d2 · Pion blanc sur case noire f2 · Pion blanc sur case blanche g2 · Pion blanc sur case noire h2 · Tour blanche sur case noire a1 · Cavalier blanc sur case blanche b1 · Fou blanc sur case noire c1 · Dame blanche sur case blanche d1 · Roi blanc sur case noire e1 · Fou blanc sur case blanche f1 · Tour blanche sur case blanche h1 | Tour noire sur case blanche a8 · Cavalier noir sur case noire b8 · Fou noir sur case blanche c8 · Dame noire sur case noire d8 · Roi noir sur case blanche e8 · Fou noir sur case noire f8 · Cavalier noir sur case blanche g8 · Tour noire sur case noire h8 · Pion noir sur case noire a7 · Pion noir sur case blanche b7 · Pion noir sur case noire c7 · Pion noir sur case blanche d7 · Pion noir sur case noire g7 · Pion noir sur case blanche h7 · Pion noir sur case noire f6 · Pion noir sur case noire e5 · Pion blanc sur case blanche e4 · Cavalier blanc sur case blanche f3 · Pion blanc sur case blanche a2 · Pion blanc sur case noire b2 · Pion blanc sur case blanche c2 · Pion blanc sur case noire d2 · Pion blanc sur case noire f2 · Pion blanc sur case blanche g2 · Pion blanc sur case noire h2 · Tour blanche sur case noire a1 · Cavalier blanc sur case blanche b1 · Fou blanc sur case noire c1 · Dame blanche sur case blanche d1 · Roi blanc sur case noire e1 · Fou blanc sur case blanche f1 · Tour blanche sur case blanche h1 | Tour noire sur case blanche a8 · Cavalier noir sur case noire b8 · Fou noir sur case blanche c8 · Dame noire sur case noire d8 · Roi noir sur case blanche e8 · Fou noir sur case noire f8 · Cavalier noir sur case blanche g8 · Tour noire sur case noire h8 · Pion noir sur case noire a7 · Pion noir sur case blanche b7 · Pion noir sur case noire c7 · Pion noir sur case blanche d7 · Pion noir sur case noire g7 · Pion noir sur case blanche h7 · Pion noir sur case noire f6 · Pion noir sur case noire e5 · Pion blanc sur case blanche e4 · Cavalier blanc sur case blanche f3 · Pion blanc sur case blanche a2 · Pion blanc sur case noire b2 · Pion blanc sur case blanche c2 · Pion blanc sur case noire d2 · Pion blanc sur case noire f2 · Pion blanc sur case blanche g2 · Pion blanc sur case noire h2 · Tour blanche sur case noire a1 · Cavalier blanc sur case blanche b1 · Fou blanc sur case noire c1 · Dame blanche sur case blanche d1 · Roi blanc sur case noire e1 · Fou blanc sur case blanche f1 · Tour blanche sur case blanche h1 | Tour noire sur case blanche a8 · Cavalier noir sur case noire b8 · Fou noir sur case blanche c8 · Dame noire sur case noire d8 · Roi noir sur case blanche e8 · Fou noir sur case noire f8 · Cavalier noir sur case blanche g8 · Tour noire sur case noire h8 · Pion noir sur case noire a7 · Pion noir sur case blanche b7 · Pion noir sur case noire c7 · Pion noir sur case blanche d7 · Pion noir sur case noire g7 · Pion noir sur case blanche h7 · Pion noir sur case noire f6 · Pion noir sur case noire e5 · Pion blanc sur case blanche e4 · Cavalier blanc sur case blanche f3 · Pion blanc sur case blanche a2 · Pion blanc sur case noire b2 · Pion blanc sur case blanche c2 · Pion blanc sur case noire d2 · Pion blanc sur case noire f2 · Pion blanc sur case blanche g2 · Pion blanc sur case noire h2 · Tour blanche sur case noire a1 · Cavalier blanc sur case blanche b1 · Fou blanc sur case noire c1 · Dame blanche sur case blanche d1 · Roi blanc sur case noire e1 · Fou blanc sur case blanche f1 · Tour blanche sur case blanche h1 | Tour noire sur case blanche a8 · Cavalier noir sur case noire b8 · Fou noir sur case blanche c8 · Dame noire sur case noire d8 · Roi noir sur case blanche e8 · Fou noir sur case noire f8 · Cavalier noir sur case blanche g8 · Tour noire sur case noire h8 · Pion noir sur case noire a7 · Pion noir sur case blanche b7 · Pion noir sur case noire c7 · Pion noir sur case blanche d7 · Pion noir sur case noire g7 · Pion noir sur case blanche h7 · Pion noir sur case noire f6 · Pion noir sur case noire e5 · Pion blanc sur case blanche e4 · Cavalier blanc sur case blanche f3 · Pion blanc sur case blanche a2 · Pion blanc sur case noire b2 · Pion blanc sur case blanche c2 · Pion blanc sur case noire d2 · Pion blanc sur case noire f2 · Pion blanc sur case blanche g2 · Pion blanc sur case noire h2 · Tour blanche sur case noire a1 · Cavalier blanc sur case blanche b1 · Fou blanc sur case noire c1 · Dame blanche sur case blanche d1 · Roi blanc sur case noire e1 · Fou blanc sur case blanche f1 · Tour blanche sur case blanche h1 | Tour noire sur case blanche a8 · Cavalier noir sur case noire b8 · Fou noir sur case blanche c8 · Dame noire sur case noire d8 · Roi noir sur case blanche e8 · Fou noir sur case noire f8 · Cavalier noir sur case blanche g8 · Tour noire sur case noire h8 · Pion noir sur case noire a7 · Pion noir sur case blanche b7 · Pion noir sur case noire c7 · Pion noir sur case blanche d7 · Pion noir sur case noire g7 · Pion noir sur case blanche h7 · Pion noir sur case noire f6 · Pion noir sur case noire e5 · Pion blanc sur case blanche e4 · Cavalier blanc sur case blanche f3 · Pion blanc sur case blanche a2 · Pion blanc sur case noire b2 · Pion blanc sur case blanche c2 · Pion blanc sur case noire d2 · Pion blanc sur case noire f2 · Pion blanc sur case blanche g2 · Pion blanc sur case noire h2 · Tour blanche sur case noire a1 · Cavalier blanc sur case blanche b1 · Fou blanc sur case noire c1 · Dame blanche sur case blanche d1 · Roi blanc sur case noire e1 · Fou blanc sur case blanche f1 · Tour blanche sur case blanche h1 | 3 |
| 2 | Tour noire sur case blanche a8 · Cavalier noir sur case noire b8 · Fou noir sur case blanche c8 · Dame noire sur case noire d8 · Roi noir sur case blanche e8 · Fou noir sur case noire f8 · Cavalier noir sur case blanche g8 · Tour noire sur case noire h8 · Pion noir sur case noire a7 · Pion noir sur case blanche b7 · Pion noir sur case noire c7 · Pion noir sur case blanche d7 · Pion noir sur case noire g7 · Pion noir sur case blanche h7 · Pion noir sur case noire f6 · Pion noir sur case noire e5 · Pion blanc sur case blanche e4 · Cavalier blanc sur case blanche f3 · Pion blanc sur case blanche a2 · Pion blanc sur case noire b2 · Pion blanc sur case blanche c2 · Pion blanc sur case noire d2 · Pion blanc sur case noire f2 · Pion blanc sur case blanche g2 · Pion blanc sur case noire h2 · Tour blanche sur case noire a1 · Cavalier blanc sur case blanche b1 · Fou blanc sur case noire c1 · Dame blanche sur case blanche d1 · Roi blanc sur case noire e1 · Fou blanc sur case blanche f1 · Tour blanche sur case blanche h1 | Tour noire sur case blanche a8 · Cavalier noir sur case noire b8 · Fou noir sur case blanche c8 · Dame noire sur case noire d8 · Roi noir sur case blanche e8 · Fou noir sur case noire f8 · Cavalier noir sur case blanche g8 · Tour noire sur case noire h8 · Pion noir sur case noire a7 · Pion noir sur case blanche b7 · Pion noir sur case noire c7 · Pion noir sur case blanche d7 · Pion noir sur case noire g7 · Pion noir sur case blanche h7 · Pion noir sur case noire f6 · Pion noir sur case noire e5 · Pion blanc sur case blanche e4 · Cavalier blanc sur case blanche f3 · Pion blanc sur case blanche a2 · Pion blanc sur case noire b2 · Pion blanc sur case blanche c2 · Pion blanc sur case noire d2 · Pion blanc sur case noire f2 · Pion blanc sur case blanche g2 · Pion blanc sur case noire h2 · Tour blanche sur case noire a1 · Cavalier blanc sur case blanche b1 · Fou blanc sur case noire c1 · Dame blanche sur case blanche d1 · Roi blanc sur case noire e1 · Fou blanc sur case blanche f1 · Tour blanche sur case blanche h1 | Tour noire sur case blanche a8 · Cavalier noir sur case noire b8 · Fou noir sur case blanche c8 · Dame noire sur case noire d8 · Roi noir sur case blanche e8 · Fou noir sur case noire f8 · Cavalier noir sur case blanche g8 · Tour noire sur case noire h8 · Pion noir sur case noire a7 · Pion noir sur case blanche b7 · Pion noir sur case noire c7 · Pion noir sur case blanche d7 · Pion noir sur case noire g7 · Pion noir sur case blanche h7 · Pion noir sur case noire f6 · Pion noir sur case noire e5 · Pion blanc sur case blanche e4 · Cavalier blanc sur case blanche f3 · Pion blanc sur case blanche a2 · Pion blanc sur case noire b2 · Pion blanc sur case blanche c2 · Pion blanc sur case noire d2 · Pion blanc sur case noire f2 · Pion blanc sur case blanche g2 · Pion blanc sur case noire h2 · Tour blanche sur case noire a1 · Cavalier blanc sur case blanche b1 · Fou blanc sur case noire c1 · Dame blanche sur case blanche d1 · Roi blanc sur case noire e1 · Fou blanc sur case blanche f1 · Tour blanche sur case blanche h1 | Tour noire sur case blanche a8 · Cavalier noir sur case noire b8 · Fou noir sur case blanche c8 · Dame noire sur case noire d8 · Roi noir sur case blanche e8 · Fou noir sur case noire f8 · Cavalier noir sur case blanche g8 · Tour noire sur case noire h8 · Pion noir sur case noire a7 · Pion noir sur case blanche b7 · Pion noir sur case noire c7 · Pion noir sur case blanche d7 · Pion noir sur case noire g7 · Pion noir sur case blanche h7 · Pion noir sur case noire f6 · Pion noir sur case noire e5 · Pion blanc sur case blanche e4 · Cavalier blanc sur case blanche f3 · Pion blanc sur case blanche a2 · Pion blanc sur case noire b2 · Pion blanc sur case blanche c2 · Pion blanc sur case noire d2 · Pion blanc sur case noire f2 · Pion blanc sur case blanche g2 · Pion blanc sur case noire h2 · Tour blanche sur case noire a1 · Cavalier blanc sur case blanche b1 · Fou blanc sur case noire c1 · Dame blanche sur case blanche d1 · Roi blanc sur case noire e1 · Fou blanc sur case blanche f1 · Tour blanche sur case blanche h1 | Tour noire sur case blanche a8 · Cavalier noir sur case noire b8 · Fou noir sur case blanche c8 · Dame noire sur case noire d8 · Roi noir sur case blanche e8 · Fou noir sur case noire f8 · Cavalier noir sur case blanche g8 · Tour noire sur case noire h8 · Pion noir sur case noire a7 · Pion noir sur case blanche b7 · Pion noir sur case noire c7 · Pion noir sur case blanche d7 · Pion noir sur case noire g7 · Pion noir sur case blanche h7 · Pion noir sur case noire f6 · Pion noir sur case noire e5 · Pion blanc sur case blanche e4 · Cavalier blanc sur case blanche f3 · Pion blanc sur case blanche a2 · Pion blanc sur case noire b2 · Pion blanc sur case blanche c2 · Pion blanc sur case noire d2 · Pion blanc sur case noire f2 · Pion blanc sur case blanche g2 · Pion blanc sur case noire h2 · Tour blanche sur case noire a1 · Cavalier blanc sur case blanche b1 · Fou blanc sur case noire c1 · Dame blanche sur case blanche d1 · Roi blanc sur case noire e1 · Fou blanc sur case blanche f1 · Tour blanche sur case blanche h1 | Tour noire sur case blanche a8 · Cavalier noir sur case noire b8 · Fou noir sur case blanche c8 · Dame noire sur case noire d8 · Roi noir sur case blanche e8 · Fou noir sur case noire f8 · Cavalier noir sur case blanche g8 · Tour noire sur case noire h8 · Pion noir sur case noire a7 · Pion noir sur case blanche b7 · Pion noir sur case noire c7 · Pion noir sur case blanche d7 · Pion noir sur case noire g7 · Pion noir sur case blanche h7 · Pion noir sur case noire f6 · Pion noir sur case noire e5 · Pion blanc sur case blanche e4 · Cavalier blanc sur case blanche f3 · Pion blanc sur case blanche a2 · Pion blanc sur case noire b2 · Pion blanc sur case blanche c2 · Pion blanc sur case noire d2 · Pion blanc sur case noire f2 · Pion blanc sur case blanche g2 · Pion blanc sur case noire h2 · Tour blanche sur case noire a1 · Cavalier blanc sur case blanche b1 · Fou blanc sur case noire c1 · Dame blanche sur case blanche d1 · Roi blanc sur case noire e1 · Fou blanc sur case blanche f1 · Tour blanche sur case blanche h1 | Tour noire sur case blanche a8 · Cavalier noir sur case noire b8 · Fou noir sur case blanche c8 · Dame noire sur case noire d8 · Roi noir sur case blanche e8 · Fou noir sur case noire f8 · Cavalier noir sur case blanche g8 · Tour noire sur case noire h8 · Pion noir sur case noire a7 · Pion noir sur case blanche b7 · Pion noir sur case noire c7 · Pion noir sur case blanche d7 · Pion noir sur case noire g7 · Pion noir sur case blanche h7 · Pion noir sur case noire f6 · Pion noir sur case noire e5 · Pion blanc sur case blanche e4 · Cavalier blanc sur case blanche f3 · Pion blanc sur case blanche a2 · Pion blanc sur case noire b2 · Pion blanc sur case blanche c2 · Pion blanc sur case noire d2 · Pion blanc sur case noire f2 · Pion blanc sur case blanche g2 · Pion blanc sur case noire h2 · Tour blanche sur case noire a1 · Cavalier blanc sur case blanche b1 · Fou blanc sur case noire c1 · Dame blanche sur case blanche d1 · Roi blanc sur case noire e1 · Fou blanc sur case blanche f1 · Tour blanche sur case blanche h1 | Tour noire sur case blanche a8 · Cavalier noir sur case noire b8 · Fou noir sur case blanche c8 · Dame noire sur case noire d8 · Roi noir sur case blanche e8 · Fou noir sur case noire f8 · Cavalier noir sur case blanche g8 · Tour noire sur case noire h8 · Pion noir sur case noire a7 · Pion noir sur case blanche b7 · Pion noir sur case noire c7 · Pion noir sur case blanche d7 · Pion noir sur case noire g7 · Pion noir sur case blanche h7 · Pion noir sur case noire f6 · Pion noir sur case noire e5 · Pion blanc sur case blanche e4 · Cavalier blanc sur case blanche f3 · Pion blanc sur case blanche a2 · Pion blanc sur case noire b2 · Pion blanc sur case blanche c2 · Pion blanc sur case noire d2 · Pion blanc sur case noire f2 · Pion blanc sur case blanche g2 · Pion blanc sur case noire h2 · Tour blanche sur case noire a1 · Cavalier blanc sur case blanche b1 · Fou blanc sur case noire c1 · Dame blanche sur case blanche d1 · Roi blanc sur case noire e1 · Fou blanc sur case blanche f1 · Tour blanche sur case blanche h1 | 2 |
| 1 | Tour noire sur case blanche a8 · Cavalier noir sur case noire b8 · Fou noir sur case blanche c8 · Dame noire sur case noire d8 · Roi noir sur case blanche e8 · Fou noir sur case noire f8 · Cavalier noir sur case blanche g8 · Tour noire sur case noire h8 · Pion noir sur case noire a7 · Pion noir sur case blanche b7 · Pion noir sur case noire c7 · Pion noir sur case blanche d7 · Pion noir sur case noire g7 · Pion noir sur case blanche h7 · Pion noir sur case noire f6 · Pion noir sur case noire e5 · Pion blanc sur case blanche e4 · Cavalier blanc sur case blanche f3 · Pion blanc sur case blanche a2 · Pion blanc sur case noire b2 · Pion blanc sur case blanche c2 · Pion blanc sur case noire d2 · Pion blanc sur case noire f2 · Pion blanc sur case blanche g2 · Pion blanc sur case noire h2 · Tour blanche sur case noire a1 · Cavalier blanc sur case blanche b1 · Fou blanc sur case noire c1 · Dame blanche sur case blanche d1 · Roi blanc sur case noire e1 · Fou blanc sur case blanche f1 · Tour blanche sur case blanche h1 | Tour noire sur case blanche a8 · Cavalier noir sur case noire b8 · Fou noir sur case blanche c8 · Dame noire sur case noire d8 · Roi noir sur case blanche e8 · Fou noir sur case noire f8 · Cavalier noir sur case blanche g8 · Tour noire sur case noire h8 · Pion noir sur case noire a7 · Pion noir sur case blanche b7 · Pion noir sur case noire c7 · Pion noir sur case blanche d7 · Pion noir sur case noire g7 · Pion noir sur case blanche h7 · Pion noir sur case noire f6 · Pion noir sur case noire e5 · Pion blanc sur case blanche e4 · Cavalier blanc sur case blanche f3 · Pion blanc sur case blanche a2 · Pion blanc sur case noire b2 · Pion blanc sur case blanche c2 · Pion blanc sur case noire d2 · Pion blanc sur case noire f2 · Pion blanc sur case blanche g2 · Pion blanc sur case noire h2 · Tour blanche sur case noire a1 · Cavalier blanc sur case blanche b1 · Fou blanc sur case noire c1 · Dame blanche sur case blanche d1 · Roi blanc sur case noire e1 · Fou blanc sur case blanche f1 · Tour blanche sur case blanche h1 | Tour noire sur case blanche a8 · Cavalier noir sur case noire b8 · Fou noir sur case blanche c8 · Dame noire sur case noire d8 · Roi noir sur case blanche e8 · Fou noir sur case noire f8 · Cavalier noir sur case blanche g8 · Tour noire sur case noire h8 · Pion noir sur case noire a7 · Pion noir sur case blanche b7 · Pion noir sur case noire c7 · Pion noir sur case blanche d7 · Pion noir sur case noire g7 · Pion noir sur case blanche h7 · Pion noir sur case noire f6 · Pion noir sur case noire e5 · Pion blanc sur case blanche e4 · Cavalier blanc sur case blanche f3 · Pion blanc sur case blanche a2 · Pion blanc sur case noire b2 · Pion blanc sur case blanche c2 · Pion blanc sur case noire d2 · Pion blanc sur case noire f2 · Pion blanc sur case blanche g2 · Pion blanc sur case noire h2 · Tour blanche sur case noire a1 · Cavalier blanc sur case blanche b1 · Fou blanc sur case noire c1 · Dame blanche sur case blanche d1 · Roi blanc sur case noire e1 · Fou blanc sur case blanche f1 · Tour blanche sur case blanche h1 | Tour noire sur case blanche a8 · Cavalier noir sur case noire b8 · Fou noir sur case blanche c8 · Dame noire sur case noire d8 · Roi noir sur case blanche e8 · Fou noir sur case noire f8 · Cavalier noir sur case blanche g8 · Tour noire sur case noire h8 · Pion noir sur case noire a7 · Pion noir sur case blanche b7 · Pion noir sur case noire c7 · Pion noir sur case blanche d7 · Pion noir sur case noire g7 · Pion noir sur case blanche h7 · Pion noir sur case noire f6 · Pion noir sur case noire e5 · Pion blanc sur case blanche e4 · Cavalier blanc sur case blanche f3 · Pion blanc sur case blanche a2 · Pion blanc sur case noire b2 · Pion blanc sur case blanche c2 · Pion blanc sur case noire d2 · Pion blanc sur case noire f2 · Pion blanc sur case blanche g2 · Pion blanc sur case noire h2 · Tour blanche sur case noire a1 · Cavalier blanc sur case blanche b1 · Fou blanc sur case noire c1 · Dame blanche sur case blanche d1 · Roi blanc sur case noire e1 · Fou blanc sur case blanche f1 · Tour blanche sur case blanche h1 | Tour noire sur case blanche a8 · Cavalier noir sur case noire b8 · Fou noir sur case blanche c8 · Dame noire sur case noire d8 · Roi noir sur case blanche e8 · Fou noir sur case noire f8 · Cavalier noir sur case blanche g8 · Tour noire sur case noire h8 · Pion noir sur case noire a7 · Pion noir sur case blanche b7 · Pion noir sur case noire c7 · Pion noir sur case blanche d7 · Pion noir sur case noire g7 · Pion noir sur case blanche h7 · Pion noir sur case noire f6 · Pion noir sur case noire e5 · Pion blanc sur case blanche e4 · Cavalier blanc sur case blanche f3 · Pion blanc sur case blanche a2 · Pion blanc sur case noire b2 · Pion blanc sur case blanche c2 · Pion blanc sur case noire d2 · Pion blanc sur case noire f2 · Pion blanc sur case blanche g2 · Pion blanc sur case noire h2 · Tour blanche sur case noire a1 · Cavalier blanc sur case blanche b1 · Fou blanc sur case noire c1 · Dame blanche sur case blanche d1 · Roi blanc sur case noire e1 · Fou blanc sur case blanche f1 · Tour blanche sur case blanche h1 | Tour noire sur case blanche a8 · Cavalier noir sur case noire b8 · Fou noir sur case blanche c8 · Dame noire sur case noire d8 · Roi noir sur case blanche e8 · Fou noir sur case noire f8 · Cavalier noir sur case blanche g8 · Tour noire sur case noire h8 · Pion noir sur case noire a7 · Pion noir sur case blanche b7 · Pion noir sur case noire c7 · Pion noir sur case blanche d7 · Pion noir sur case noire g7 · Pion noir sur case blanche h7 · Pion noir sur case noire f6 · Pion noir sur case noire e5 · Pion blanc sur case blanche e4 · Cavalier blanc sur case blanche f3 · Pion blanc sur case blanche a2 · Pion blanc sur case noire b2 · Pion blanc sur case blanche c2 · Pion blanc sur case noire d2 · Pion blanc sur case noire f2 · Pion blanc sur case blanche g2 · Pion blanc sur case noire h2 · Tour blanche sur case noire a1 · Cavalier blanc sur case blanche b1 · Fou blanc sur case noire c1 · Dame blanche sur case blanche d1 · Roi blanc sur case noire e1 · Fou blanc sur case blanche f1 · Tour blanche sur case blanche h1 | Tour noire sur case blanche a8 · Cavalier noir sur case noire b8 · Fou noir sur case blanche c8 · Dame noire sur case noire d8 · Roi noir sur case blanche e8 · Fou noir sur case noire f8 · Cavalier noir sur case blanche g8 · Tour noire sur case noire h8 · Pion noir sur case noire a7 · Pion noir sur case blanche b7 · Pion noir sur case noire c7 · Pion noir sur case blanche d7 · Pion noir sur case noire g7 · Pion noir sur case blanche h7 · Pion noir sur case noire f6 · Pion noir sur case noire e5 · Pion blanc sur case blanche e4 · Cavalier blanc sur case blanche f3 · Pion blanc sur case blanche a2 · Pion blanc sur case noire b2 · Pion blanc sur case blanche c2 · Pion blanc sur case noire d2 · Pion blanc sur case noire f2 · Pion blanc sur case blanche g2 · Pion blanc sur case noire h2 · Tour blanche sur case noire a1 · Cavalier blanc sur case blanche b1 · Fou blanc sur case noire c1 · Dame blanche sur case blanche d1 · Roi blanc sur case noire e1 · Fou blanc sur case blanche f1 · Tour blanche sur case blanche h1 | Tour noire sur case blanche a8 · Cavalier noir sur case noire b8 · Fou noir sur case blanche c8 · Dame noire sur case noire d8 · Roi noir sur case blanche e8 · Fou noir sur case noire f8 · Cavalier noir sur case blanche g8 · Tour noire sur case noire h8 · Pion noir sur case noire a7 · Pion noir sur case blanche b7 · Pion noir sur case noire c7 · Pion noir sur case blanche d7 · Pion noir sur case noire g7 · Pion noir sur case blanche h7 · Pion noir sur case noire f6 · Pion noir sur case noire e5 · Pion blanc sur case blanche e4 · Cavalier blanc sur case blanche f3 · Pion blanc sur case blanche a2 · Pion blanc sur case noire b2 · Pion blanc sur case blanche c2 · Pion blanc sur case noire d2 · Pion blanc sur case noire f2 · Pion blanc sur case blanche g2 · Pion blanc sur case noire h2 · Tour blanche sur case noire a1 · Cavalier blanc sur case blanche b1 · Fou blanc sur case noire c1 · Dame blanche sur case blanche d1 · Roi blanc sur case noire e1 · Fou blanc sur case blanche f1 · Tour blanche sur case blanche h1 | 1 |
|   | a | b | c | d | e | f | g | h |   |

La Défense Damiano est une ouverture irrégulière aux échecs obtenue après les coups 1.e4 e5 2.Cf3 f6?. Elle est considérée comme très faible pour les noirs car le coup 3.Cxe5! les oblige à répliquer par De7, sous peine de subir une très forte attaque commençant par Dh5+ et Dxe5+, laissant le roi noir exposé. Cependant, après 3…De7, la suite 4.Cf3 d5, 5. d3 dxe4, 6. dxe4 Dxe4+ 7.Fe2 donne une position favorable aux blancs. Ceux-ci ont un avantage de développement, la dame noire va se faire chasser et l'aile roi des noirs est affaiblie.
Cette défense a été nommée, à titre posthume, d'après Pedro Damiano, un joueur d'échecs du XVIe siècle qui l'avait pourtant classée comme la pire de toutes (« … he pegio … »),. Elle a pour problèmes de ne développer aucune pièce, de ne pas chercher à contrôler le centre (à contrario de la défense Philidor : 2…d6) et surtout d'affaiblir dangereusement l'aile-roi, notamment la diagonale e8-h5 que la dame blanche peut occuper immédiatement sitôt le cavalier blanc parti.
|   | a | b | c | d | e | f | g | h |   |
| 8 | Tour noire sur case noire b8 · Fou noir sur case blanche c8 · Dame noire sur case noire d8 · Tour noire sur case noire h8 · Pion noir sur case noire a7 · Pion noir sur case noire c7 · Cavalier noir sur case noire e7 · Pion noir sur case noire g7 · Fou noir sur case noire d6 · Roi noir sur case blanche g6 · Pion noir sur case noire h6 · Dame blanche sur case noire a5 · Fou blanc sur case blanche a4 · Pion blanc sur case blanche e4 · Pion blanc sur case noire h4 · Pion blanc sur case noire c3 · Pion blanc sur case blanche a2 · Pion blanc sur case noire b2 · Pion blanc sur case noire d2 · Pion blanc sur case noire f2 · Pion blanc sur case blanche g2 · Tour blanche sur case noire a1 · Cavalier blanc sur case blanche b1 · Fou blanc sur case noire c1 · Roi blanc sur case noire e1 · Tour blanche sur case blanche h1 | Tour noire sur case noire b8 · Fou noir sur case blanche c8 · Dame noire sur case noire d8 · Tour noire sur case noire h8 · Pion noir sur case noire a7 · Pion noir sur case noire c7 · Cavalier noir sur case noire e7 · Pion noir sur case noire g7 · Fou noir sur case noire d6 · Roi noir sur case blanche g6 · Pion noir sur case noire h6 · Dame blanche sur case noire a5 · Fou blanc sur case blanche a4 · Pion blanc sur case blanche e4 · Pion blanc sur case noire h4 · Pion blanc sur case noire c3 · Pion blanc sur case blanche a2 · Pion blanc sur case noire b2 · Pion blanc sur case noire d2 · Pion blanc sur case noire f2 · Pion blanc sur case blanche g2 · Tour blanche sur case noire a1 · Cavalier blanc sur case blanche b1 · Fou blanc sur case noire c1 · Roi blanc sur case noire e1 · Tour blanche sur case blanche h1 | Tour noire sur case noire b8 · Fou noir sur case blanche c8 · Dame noire sur case noire d8 · Tour noire sur case noire h8 · Pion noir sur case noire a7 · Pion noir sur case noire c7 · Cavalier noir sur case noire e7 · Pion noir sur case noire g7 · Fou noir sur case noire d6 · Roi noir sur case blanche g6 · Pion noir sur case noire h6 · Dame blanche sur case noire a5 · Fou blanc sur case blanche a4 · Pion blanc sur case blanche e4 · Pion blanc sur case noire h4 · Pion blanc sur case noire c3 · Pion blanc sur case blanche a2 · Pion blanc sur case noire b2 · Pion blanc sur case noire d2 · Pion blanc sur case noire f2 · Pion blanc sur case blanche g2 · Tour blanche sur case noire a1 · Cavalier blanc sur case blanche b1 · Fou blanc sur case noire c1 · Roi blanc sur case noire e1 · Tour blanche sur case blanche h1 | Tour noire sur case noire b8 · Fou noir sur case blanche c8 · Dame noire sur case noire d8 · Tour noire sur case noire h8 · Pion noir sur case noire a7 · Pion noir sur case noire c7 · Cavalier noir sur case noire e7 · Pion noir sur case noire g7 · Fou noir sur case noire d6 · Roi noir sur case blanche g6 · Pion noir sur case noire h6 · Dame blanche sur case noire a5 · Fou blanc sur case blanche a4 · Pion blanc sur case blanche e4 · Pion blanc sur case noire h4 · Pion blanc sur case noire c3 · Pion blanc sur case blanche a2 · Pion blanc sur case noire b2 · Pion blanc sur case noire d2 · Pion blanc sur case noire f2 · Pion blanc sur case blanche g2 · Tour blanche sur case noire a1 · Cavalier blanc sur case blanche b1 · Fou blanc sur case noire c1 · Roi blanc sur case noire e1 · Tour blanche sur case blanche h1 | Tour noire sur case noire b8 · Fou noir sur case blanche c8 · Dame noire sur case noire d8 · Tour noire sur case noire h8 · Pion noir sur case noire a7 · Pion noir sur case noire c7 · Cavalier noir sur case noire e7 · Pion noir sur case noire g7 · Fou noir sur case noire d6 · Roi noir sur case blanche g6 · Pion noir sur case noire h6 · Dame blanche sur case noire a5 · Fou blanc sur case blanche a4 · Pion blanc sur case blanche e4 · Pion blanc sur case noire h4 · Pion blanc sur case noire c3 · Pion blanc sur case blanche a2 · Pion blanc sur case noire b2 · Pion blanc sur case noire d2 · Pion blanc sur case noire f2 · Pion blanc sur case blanche g2 · Tour blanche sur case noire a1 · Cavalier blanc sur case blanche b1 · Fou blanc sur case noire c1 · Roi blanc sur case noire e1 · Tour blanche sur case blanche h1 | Tour noire sur case noire b8 · Fou noir sur case blanche c8 · Dame noire sur case noire d8 · Tour noire sur case noire h8 · Pion noir sur case noire a7 · Pion noir sur case noire c7 · Cavalier noir sur case noire e7 · Pion noir sur case noire g7 · Fou noir sur case noire d6 · Roi noir sur case blanche g6 · Pion noir sur case noire h6 · Dame blanche sur case noire a5 · Fou blanc sur case blanche a4 · Pion blanc sur case blanche e4 · Pion blanc sur case noire h4 · Pion blanc sur case noire c3 · Pion blanc sur case blanche a2 · Pion blanc sur case noire b2 · Pion blanc sur case noire d2 · Pion blanc sur case noire f2 · Pion blanc sur case blanche g2 · Tour blanche sur case noire a1 · Cavalier blanc sur case blanche b1 · Fou blanc sur case noire c1 · Roi blanc sur case noire e1 · Tour blanche sur case blanche h1 | Tour noire sur case noire b8 · Fou noir sur case blanche c8 · Dame noire sur case noire d8 · Tour noire sur case noire h8 · Pion noir sur case noire a7 · Pion noir sur case noire c7 · Cavalier noir sur case noire e7 · Pion noir sur case noire g7 · Fou noir sur case noire d6 · Roi noir sur case blanche g6 · Pion noir sur case noire h6 · Dame blanche sur case noire a5 · Fou blanc sur case blanche a4 · Pion blanc sur case blanche e4 · Pion blanc sur case noire h4 · Pion blanc sur case noire c3 · Pion blanc sur case blanche a2 · Pion blanc sur case noire b2 · Pion blanc sur case noire d2 · Pion blanc sur case noire f2 · Pion blanc sur case blanche g2 · Tour blanche sur case noire a1 · Cavalier blanc sur case blanche b1 · Fou blanc sur case noire c1 · Roi blanc sur case noire e1 · Tour blanche sur case blanche h1 | Tour noire sur case noire b8 · Fou noir sur case blanche c8 · Dame noire sur case noire d8 · Tour noire sur case noire h8 · Pion noir sur case noire a7 · Pion noir sur case noire c7 · Cavalier noir sur case noire e7 · Pion noir sur case noire g7 · Fou noir sur case noire d6 · Roi noir sur case blanche g6 · Pion noir sur case noire h6 · Dame blanche sur case noire a5 · Fou blanc sur case blanche a4 · Pion blanc sur case blanche e4 · Pion blanc sur case noire h4 · Pion blanc sur case noire c3 · Pion blanc sur case blanche a2 · Pion blanc sur case noire b2 · Pion blanc sur case noire d2 · Pion blanc sur case noire f2 · Pion blanc sur case blanche g2 · Tour blanche sur case noire a1 · Cavalier blanc sur case blanche b1 · Fou blanc sur case noire c1 · Roi blanc sur case noire e1 · Tour blanche sur case blanche h1 | 8 |
| 7 | Tour noire sur case noire b8 · Fou noir sur case blanche c8 · Dame noire sur case noire d8 · Tour noire sur case noire h8 · Pion noir sur case noire a7 · Pion noir sur case noire c7 · Cavalier noir sur case noire e7 · Pion noir sur case noire g7 · Fou noir sur case noire d6 · Roi noir sur case blanche g6 · Pion noir sur case noire h6 · Dame blanche sur case noire a5 · Fou blanc sur case blanche a4 · Pion blanc sur case blanche e4 · Pion blanc sur case noire h4 · Pion blanc sur case noire c3 · Pion blanc sur case blanche a2 · Pion blanc sur case noire b2 · Pion blanc sur case noire d2 · Pion blanc sur case noire f2 · Pion blanc sur case blanche g2 · Tour blanche sur case noire a1 · Cavalier blanc sur case blanche b1 · Fou blanc sur case noire c1 · Roi blanc sur case noire e1 · Tour blanche sur case blanche h1 | Tour noire sur case noire b8 · Fou noir sur case blanche c8 · Dame noire sur case noire d8 · Tour noire sur case noire h8 · Pion noir sur case noire a7 · Pion noir sur case noire c7 · Cavalier noir sur case noire e7 · Pion noir sur case noire g7 · Fou noir sur case noire d6 · Roi noir sur case blanche g6 · Pion noir sur case noire h6 · Dame blanche sur case noire a5 · Fou blanc sur case blanche a4 · Pion blanc sur case blanche e4 · Pion blanc sur case noire h4 · Pion blanc sur case noire c3 · Pion blanc sur case blanche a2 · Pion blanc sur case noire b2 · Pion blanc sur case noire d2 · Pion blanc sur case noire f2 · Pion blanc sur case blanche g2 · Tour blanche sur case noire a1 · Cavalier blanc sur case blanche b1 · Fou blanc sur case noire c1 · Roi blanc sur case noire e1 · Tour blanche sur case blanche h1 | Tour noire sur case noire b8 · Fou noir sur case blanche c8 · Dame noire sur case noire d8 · Tour noire sur case noire h8 · Pion noir sur case noire a7 · Pion noir sur case noire c7 · Cavalier noir sur case noire e7 · Pion noir sur case noire g7 · Fou noir sur case noire d6 · Roi noir sur case blanche g6 · Pion noir sur case noire h6 · Dame blanche sur case noire a5 · Fou blanc sur case blanche a4 · Pion blanc sur case blanche e4 · Pion blanc sur case noire h4 · Pion blanc sur case noire c3 · Pion blanc sur case blanche a2 · Pion blanc sur case noire b2 · Pion blanc sur case noire d2 · Pion blanc sur case noire f2 · Pion blanc sur case blanche g2 · Tour blanche sur case noire a1 · Cavalier blanc sur case blanche b1 · Fou blanc sur case noire c1 · Roi blanc sur case noire e1 · Tour blanche sur case blanche h1 | Tour noire sur case noire b8 · Fou noir sur case blanche c8 · Dame noire sur case noire d8 · Tour noire sur case noire h8 · Pion noir sur case noire a7 · Pion noir sur case noire c7 · Cavalier noir sur case noire e7 · Pion noir sur case noire g7 · Fou noir sur case noire d6 · Roi noir sur case blanche g6 · Pion noir sur case noire h6 · Dame blanche sur case noire a5 · Fou blanc sur case blanche a4 · Pion blanc sur case blanche e4 · Pion blanc sur case noire h4 · Pion blanc sur case noire c3 · Pion blanc sur case blanche a2 · Pion blanc sur case noire b2 · Pion blanc sur case noire d2 · Pion blanc sur case noire f2 · Pion blanc sur case blanche g2 · Tour blanche sur case noire a1 · Cavalier blanc sur case blanche b1 · Fou blanc sur case noire c1 · Roi blanc sur case noire e1 · Tour blanche sur case blanche h1 | Tour noire sur case noire b8 · Fou noir sur case blanche c8 · Dame noire sur case noire d8 · Tour noire sur case noire h8 · Pion noir sur case noire a7 · Pion noir sur case noire c7 · Cavalier noir sur case noire e7 · Pion noir sur case noire g7 · Fou noir sur case noire d6 · Roi noir sur case blanche g6 · Pion noir sur case noire h6 · Dame blanche sur case noire a5 · Fou blanc sur case blanche a4 · Pion blanc sur case blanche e4 · Pion blanc sur case noire h4 · Pion blanc sur case noire c3 · Pion blanc sur case blanche a2 · Pion blanc sur case noire b2 · Pion blanc sur case noire d2 · Pion blanc sur case noire f2 · Pion blanc sur case blanche g2 · Tour blanche sur case noire a1 · Cavalier blanc sur case blanche b1 · Fou blanc sur case noire c1 · Roi blanc sur case noire e1 · Tour blanche sur case blanche h1 | Tour noire sur case noire b8 · Fou noir sur case blanche c8 · Dame noire sur case noire d8 · Tour noire sur case noire h8 · Pion noir sur case noire a7 · Pion noir sur case noire c7 · Cavalier noir sur case noire e7 · Pion noir sur case noire g7 · Fou noir sur case noire d6 · Roi noir sur case blanche g6 · Pion noir sur case noire h6 · Dame blanche sur case noire a5 · Fou blanc sur case blanche a4 · Pion blanc sur case blanche e4 · Pion blanc sur case noire h4 · Pion blanc sur case noire c3 · Pion blanc sur case blanche a2 · Pion blanc sur case noire b2 · Pion blanc sur case noire d2 · Pion blanc sur case noire f2 · Pion blanc sur case blanche g2 · Tour blanche sur case noire a1 · Cavalier blanc sur case blanche b1 · Fou blanc sur case noire c1 · Roi blanc sur case noire e1 · Tour blanche sur case blanche h1 | Tour noire sur case noire b8 · Fou noir sur case blanche c8 · Dame noire sur case noire d8 · Tour noire sur case noire h8 · Pion noir sur case noire a7 · Pion noir sur case noire c7 · Cavalier noir sur case noire e7 · Pion noir sur case noire g7 · Fou noir sur case noire d6 · Roi noir sur case blanche g6 · Pion noir sur case noire h6 · Dame blanche sur case noire a5 · Fou blanc sur case blanche a4 · Pion blanc sur case blanche e4 · Pion blanc sur case noire h4 · Pion blanc sur case noire c3 · Pion blanc sur case blanche a2 · Pion blanc sur case noire b2 · Pion blanc sur case noire d2 · Pion blanc sur case noire f2 · Pion blanc sur case blanche g2 · Tour blanche sur case noire a1 · Cavalier blanc sur case blanche b1 · Fou blanc sur case noire c1 · Roi blanc sur case noire e1 · Tour blanche sur case blanche h1 | Tour noire sur case noire b8 · Fou noir sur case blanche c8 · Dame noire sur case noire d8 · Tour noire sur case noire h8 · Pion noir sur case noire a7 · Pion noir sur case noire c7 · Cavalier noir sur case noire e7 · Pion noir sur case noire g7 · Fou noir sur case noire d6 · Roi noir sur case blanche g6 · Pion noir sur case noire h6 · Dame blanche sur case noire a5 · Fou blanc sur case blanche a4 · Pion blanc sur case blanche e4 · Pion blanc sur case noire h4 · Pion blanc sur case noire c3 · Pion blanc sur case blanche a2 · Pion blanc sur case noire b2 · Pion blanc sur case noire d2 · Pion blanc sur case noire f2 · Pion blanc sur case blanche g2 · Tour blanche sur case noire a1 · Cavalier blanc sur case blanche b1 · Fou blanc sur case noire c1 · Roi blanc sur case noire e1 · Tour blanche sur case blanche h1 | 7 |
| 6 | Tour noire sur case noire b8 · Fou noir sur case blanche c8 · Dame noire sur case noire d8 · Tour noire sur case noire h8 · Pion noir sur case noire a7 · Pion noir sur case noire c7 · Cavalier noir sur case noire e7 · Pion noir sur case noire g7 · Fou noir sur case noire d6 · Roi noir sur case blanche g6 · Pion noir sur case noire h6 · Dame blanche sur case noire a5 · Fou blanc sur case blanche a4 · Pion blanc sur case blanche e4 · Pion blanc sur case noire h4 · Pion blanc sur case noire c3 · Pion blanc sur case blanche a2 · Pion blanc sur case noire b2 · Pion blanc sur case noire d2 · Pion blanc sur case noire f2 · Pion blanc sur case blanche g2 · Tour blanche sur case noire a1 · Cavalier blanc sur case blanche b1 · Fou blanc sur case noire c1 · Roi blanc sur case noire e1 · Tour blanche sur case blanche h1 | Tour noire sur case noire b8 · Fou noir sur case blanche c8 · Dame noire sur case noire d8 · Tour noire sur case noire h8 · Pion noir sur case noire a7 · Pion noir sur case noire c7 · Cavalier noir sur case noire e7 · Pion noir sur case noire g7 · Fou noir sur case noire d6 · Roi noir sur case blanche g6 · Pion noir sur case noire h6 · Dame blanche sur case noire a5 · Fou blanc sur case blanche a4 · Pion blanc sur case blanche e4 · Pion blanc sur case noire h4 · Pion blanc sur case noire c3 · Pion blanc sur case blanche a2 · Pion blanc sur case noire b2 · Pion blanc sur case noire d2 · Pion blanc sur case noire f2 · Pion blanc sur case blanche g2 · Tour blanche sur case noire a1 · Cavalier blanc sur case blanche b1 · Fou blanc sur case noire c1 · Roi blanc sur case noire e1 · Tour blanche sur case blanche h1 | Tour noire sur case noire b8 · Fou noir sur case blanche c8 · Dame noire sur case noire d8 · Tour noire sur case noire h8 · Pion noir sur case noire a7 · Pion noir sur case noire c7 · Cavalier noir sur case noire e7 · Pion noir sur case noire g7 · Fou noir sur case noire d6 · Roi noir sur case blanche g6 · Pion noir sur case noire h6 · Dame blanche sur case noire a5 · Fou blanc sur case blanche a4 · Pion blanc sur case blanche e4 · Pion blanc sur case noire h4 · Pion blanc sur case noire c3 · Pion blanc sur case blanche a2 · Pion blanc sur case noire b2 · Pion blanc sur case noire d2 · Pion blanc sur case noire f2 · Pion blanc sur case blanche g2 · Tour blanche sur case noire a1 · Cavalier blanc sur case blanche b1 · Fou blanc sur case noire c1 · Roi blanc sur case noire e1 · Tour blanche sur case blanche h1 | Tour noire sur case noire b8 · Fou noir sur case blanche c8 · Dame noire sur case noire d8 · Tour noire sur case noire h8 · Pion noir sur case noire a7 · Pion noir sur case noire c7 · Cavalier noir sur case noire e7 · Pion noir sur case noire g7 · Fou noir sur case noire d6 · Roi noir sur case blanche g6 · Pion noir sur case noire h6 · Dame blanche sur case noire a5 · Fou blanc sur case blanche a4 · Pion blanc sur case blanche e4 · Pion blanc sur case noire h4 · Pion blanc sur case noire c3 · Pion blanc sur case blanche a2 · Pion blanc sur case noire b2 · Pion blanc sur case noire d2 · Pion blanc sur case noire f2 · Pion blanc sur case blanche g2 · Tour blanche sur case noire a1 · Cavalier blanc sur case blanche b1 · Fou blanc sur case noire c1 · Roi blanc sur case noire e1 · Tour blanche sur case blanche h1 | Tour noire sur case noire b8 · Fou noir sur case blanche c8 · Dame noire sur case noire d8 · Tour noire sur case noire h8 · Pion noir sur case noire a7 · Pion noir sur case noire c7 · Cavalier noir sur case noire e7 · Pion noir sur case noire g7 · Fou noir sur case noire d6 · Roi noir sur case blanche g6 · Pion noir sur case noire h6 · Dame blanche sur case noire a5 · Fou blanc sur case blanche a4 · Pion blanc sur case blanche e4 · Pion blanc sur case noire h4 · Pion blanc sur case noire c3 · Pion blanc sur case blanche a2 · Pion blanc sur case noire b2 · Pion blanc sur case noire d2 · Pion blanc sur case noire f2 · Pion blanc sur case blanche g2 · Tour blanche sur case noire a1 · Cavalier blanc sur case blanche b1 · Fou blanc sur case noire c1 · Roi blanc sur case noire e1 · Tour blanche sur case blanche h1 | Tour noire sur case noire b8 · Fou noir sur case blanche c8 · Dame noire sur case noire d8 · Tour noire sur case noire h8 · Pion noir sur case noire a7 · Pion noir sur case noire c7 · Cavalier noir sur case noire e7 · Pion noir sur case noire g7 · Fou noir sur case noire d6 · Roi noir sur case blanche g6 · Pion noir sur case noire h6 · Dame blanche sur case noire a5 · Fou blanc sur case blanche a4 · Pion blanc sur case blanche e4 · Pion blanc sur case noire h4 · Pion blanc sur case noire c3 · Pion blanc sur case blanche a2 · Pion blanc sur case noire b2 · Pion blanc sur case noire d2 · Pion blanc sur case noire f2 · Pion blanc sur case blanche g2 · Tour blanche sur case noire a1 · Cavalier blanc sur case blanche b1 · Fou blanc sur case noire c1 · Roi blanc sur case noire e1 · Tour blanche sur case blanche h1 | Tour noire sur case noire b8 · Fou noir sur case blanche c8 · Dame noire sur case noire d8 · Tour noire sur case noire h8 · Pion noir sur case noire a7 · Pion noir sur case noire c7 · Cavalier noir sur case noire e7 · Pion noir sur case noire g7 · Fou noir sur case noire d6 · Roi noir sur case blanche g6 · Pion noir sur case noire h6 · Dame blanche sur case noire a5 · Fou blanc sur case blanche a4 · Pion blanc sur case blanche e4 · Pion blanc sur case noire h4 · Pion blanc sur case noire c3 · Pion blanc sur case blanche a2 · Pion blanc sur case noire b2 · Pion blanc sur case noire d2 · Pion blanc sur case noire f2 · Pion blanc sur case blanche g2 · Tour blanche sur case noire a1 · Cavalier blanc sur case blanche b1 · Fou blanc sur case noire c1 · Roi blanc sur case noire e1 · Tour blanche sur case blanche h1 | Tour noire sur case noire b8 · Fou noir sur case blanche c8 · Dame noire sur case noire d8 · Tour noire sur case noire h8 · Pion noir sur case noire a7 · Pion noir sur case noire c7 · Cavalier noir sur case noire e7 · Pion noir sur case noire g7 · Fou noir sur case noire d6 · Roi noir sur case blanche g6 · Pion noir sur case noire h6 · Dame blanche sur case noire a5 · Fou blanc sur case blanche a4 · Pion blanc sur case blanche e4 · Pion blanc sur case noire h4 · Pion blanc sur case noire c3 · Pion blanc sur case blanche a2 · Pion blanc sur case noire b2 · Pion blanc sur case noire d2 · Pion blanc sur case noire f2 · Pion blanc sur case blanche g2 · Tour blanche sur case noire a1 · Cavalier blanc sur case blanche b1 · Fou blanc sur case noire c1 · Roi blanc sur case noire e1 · Tour blanche sur case blanche h1 | 6 |
| 5 | Tour noire sur case noire b8 · Fou noir sur case blanche c8 · Dame noire sur case noire d8 · Tour noire sur case noire h8 · Pion noir sur case noire a7 · Pion noir sur case noire c7 · Cavalier noir sur case noire e7 · Pion noir sur case noire g7 · Fou noir sur case noire d6 · Roi noir sur case blanche g6 · Pion noir sur case noire h6 · Dame blanche sur case noire a5 · Fou blanc sur case blanche a4 · Pion blanc sur case blanche e4 · Pion blanc sur case noire h4 · Pion blanc sur case noire c3 · Pion blanc sur case blanche a2 · Pion blanc sur case noire b2 · Pion blanc sur case noire d2 · Pion blanc sur case noire f2 · Pion blanc sur case blanche g2 · Tour blanche sur case noire a1 · Cavalier blanc sur case blanche b1 · Fou blanc sur case noire c1 · Roi blanc sur case noire e1 · Tour blanche sur case blanche h1 | Tour noire sur case noire b8 · Fou noir sur case blanche c8 · Dame noire sur case noire d8 · Tour noire sur case noire h8 · Pion noir sur case noire a7 · Pion noir sur case noire c7 · Cavalier noir sur case noire e7 · Pion noir sur case noire g7 · Fou noir sur case noire d6 · Roi noir sur case blanche g6 · Pion noir sur case noire h6 · Dame blanche sur case noire a5 · Fou blanc sur case blanche a4 · Pion blanc sur case blanche e4 · Pion blanc sur case noire h4 · Pion blanc sur case noire c3 · Pion blanc sur case blanche a2 · Pion blanc sur case noire b2 · Pion blanc sur case noire d2 · Pion blanc sur case noire f2 · Pion blanc sur case blanche g2 · Tour blanche sur case noire a1 · Cavalier blanc sur case blanche b1 · Fou blanc sur case noire c1 · Roi blanc sur case noire e1 · Tour blanche sur case blanche h1 | Tour noire sur case noire b8 · Fou noir sur case blanche c8 · Dame noire sur case noire d8 · Tour noire sur case noire h8 · Pion noir sur case noire a7 · Pion noir sur case noire c7 · Cavalier noir sur case noire e7 · Pion noir sur case noire g7 · Fou noir sur case noire d6 · Roi noir sur case blanche g6 · Pion noir sur case noire h6 · Dame blanche sur case noire a5 · Fou blanc sur case blanche a4 · Pion blanc sur case blanche e4 · Pion blanc sur case noire h4 · Pion blanc sur case noire c3 · Pion blanc sur case blanche a2 · Pion blanc sur case noire b2 · Pion blanc sur case noire d2 · Pion blanc sur case noire f2 · Pion blanc sur case blanche g2 · Tour blanche sur case noire a1 · Cavalier blanc sur case blanche b1 · Fou blanc sur case noire c1 · Roi blanc sur case noire e1 · Tour blanche sur case blanche h1 | Tour noire sur case noire b8 · Fou noir sur case blanche c8 · Dame noire sur case noire d8 · Tour noire sur case noire h8 · Pion noir sur case noire a7 · Pion noir sur case noire c7 · Cavalier noir sur case noire e7 · Pion noir sur case noire g7 · Fou noir sur case noire d6 · Roi noir sur case blanche g6 · Pion noir sur case noire h6 · Dame blanche sur case noire a5 · Fou blanc sur case blanche a4 · Pion blanc sur case blanche e4 · Pion blanc sur case noire h4 · Pion blanc sur case noire c3 · Pion blanc sur case blanche a2 · Pion blanc sur case noire b2 · Pion blanc sur case noire d2 · Pion blanc sur case noire f2 · Pion blanc sur case blanche g2 · Tour blanche sur case noire a1 · Cavalier blanc sur case blanche b1 · Fou blanc sur case noire c1 · Roi blanc sur case noire e1 · Tour blanche sur case blanche h1 | Tour noire sur case noire b8 · Fou noir sur case blanche c8 · Dame noire sur case noire d8 · Tour noire sur case noire h8 · Pion noir sur case noire a7 · Pion noir sur case noire c7 · Cavalier noir sur case noire e7 · Pion noir sur case noire g7 · Fou noir sur case noire d6 · Roi noir sur case blanche g6 · Pion noir sur case noire h6 · Dame blanche sur case noire a5 · Fou blanc sur case blanche a4 · Pion blanc sur case blanche e4 · Pion blanc sur case noire h4 · Pion blanc sur case noire c3 · Pion blanc sur case blanche a2 · Pion blanc sur case noire b2 · Pion blanc sur case noire d2 · Pion blanc sur case noire f2 · Pion blanc sur case blanche g2 · Tour blanche sur case noire a1 · Cavalier blanc sur case blanche b1 · Fou blanc sur case noire c1 · Roi blanc sur case noire e1 · Tour blanche sur case blanche h1 | Tour noire sur case noire b8 · Fou noir sur case blanche c8 · Dame noire sur case noire d8 · Tour noire sur case noire h8 · Pion noir sur case noire a7 · Pion noir sur case noire c7 · Cavalier noir sur case noire e7 · Pion noir sur case noire g7 · Fou noir sur case noire d6 · Roi noir sur case blanche g6 · Pion noir sur case noire h6 · Dame blanche sur case noire a5 · Fou blanc sur case blanche a4 · Pion blanc sur case blanche e4 · Pion blanc sur case noire h4 · Pion blanc sur case noire c3 · Pion blanc sur case blanche a2 · Pion blanc sur case noire b2 · Pion blanc sur case noire d2 · Pion blanc sur case noire f2 · Pion blanc sur case blanche g2 · Tour blanche sur case noire a1 · Cavalier blanc sur case blanche b1 · Fou blanc sur case noire c1 · Roi blanc sur case noire e1 · Tour blanche sur case blanche h1 | Tour noire sur case noire b8 · Fou noir sur case blanche c8 · Dame noire sur case noire d8 · Tour noire sur case noire h8 · Pion noir sur case noire a7 · Pion noir sur case noire c7 · Cavalier noir sur case noire e7 · Pion noir sur case noire g7 · Fou noir sur case noire d6 · Roi noir sur case blanche g6 · Pion noir sur case noire h6 · Dame blanche sur case noire a5 · Fou blanc sur case blanche a4 · Pion blanc sur case blanche e4 · Pion blanc sur case noire h4 · Pion blanc sur case noire c3 · Pion blanc sur case blanche a2 · Pion blanc sur case noire b2 · Pion blanc sur case noire d2 · Pion blanc sur case noire f2 · Pion blanc sur case blanche g2 · Tour blanche sur case noire a1 · Cavalier blanc sur case blanche b1 · Fou blanc sur case noire c1 · Roi blanc sur case noire e1 · Tour blanche sur case blanche h1 | Tour noire sur case noire b8 · Fou noir sur case blanche c8 · Dame noire sur case noire d8 · Tour noire sur case noire h8 · Pion noir sur case noire a7 · Pion noir sur case noire c7 · Cavalier noir sur case noire e7 · Pion noir sur case noire g7 · Fou noir sur case noire d6 · Roi noir sur case blanche g6 · Pion noir sur case noire h6 · Dame blanche sur case noire a5 · Fou blanc sur case blanche a4 · Pion blanc sur case blanche e4 · Pion blanc sur case noire h4 · Pion blanc sur case noire c3 · Pion blanc sur case blanche a2 · Pion blanc sur case noire b2 · Pion blanc sur case noire d2 · Pion blanc sur case noire f2 · Pion blanc sur case blanche g2 · Tour blanche sur case noire a1 · Cavalier blanc sur case blanche b1 · Fou blanc sur case noire c1 · Roi blanc sur case noire e1 · Tour blanche sur case blanche h1 | 5 |
| 4 | Tour noire sur case noire b8 · Fou noir sur case blanche c8 · Dame noire sur case noire d8 · Tour noire sur case noire h8 · Pion noir sur case noire a7 · Pion noir sur case noire c7 · Cavalier noir sur case noire e7 · Pion noir sur case noire g7 · Fou noir sur case noire d6 · Roi noir sur case blanche g6 · Pion noir sur case noire h6 · Dame blanche sur case noire a5 · Fou blanc sur case blanche a4 · Pion blanc sur case blanche e4 · Pion blanc sur case noire h4 · Pion blanc sur case noire c3 · Pion blanc sur case blanche a2 · Pion blanc sur case noire b2 · Pion blanc sur case noire d2 · Pion blanc sur case noire f2 · Pion blanc sur case blanche g2 · Tour blanche sur case noire a1 · Cavalier blanc sur case blanche b1 · Fou blanc sur case noire c1 · Roi blanc sur case noire e1 · Tour blanche sur case blanche h1 | Tour noire sur case noire b8 · Fou noir sur case blanche c8 · Dame noire sur case noire d8 · Tour noire sur case noire h8 · Pion noir sur case noire a7 · Pion noir sur case noire c7 · Cavalier noir sur case noire e7 · Pion noir sur case noire g7 · Fou noir sur case noire d6 · Roi noir sur case blanche g6 · Pion noir sur case noire h6 · Dame blanche sur case noire a5 · Fou blanc sur case blanche a4 · Pion blanc sur case blanche e4 · Pion blanc sur case noire h4 · Pion blanc sur case noire c3 · Pion blanc sur case blanche a2 · Pion blanc sur case noire b2 · Pion blanc sur case noire d2 · Pion blanc sur case noire f2 · Pion blanc sur case blanche g2 · Tour blanche sur case noire a1 · Cavalier blanc sur case blanche b1 · Fou blanc sur case noire c1 · Roi blanc sur case noire e1 · Tour blanche sur case blanche h1 | Tour noire sur case noire b8 · Fou noir sur case blanche c8 · Dame noire sur case noire d8 · Tour noire sur case noire h8 · Pion noir sur case noire a7 · Pion noir sur case noire c7 · Cavalier noir sur case noire e7 · Pion noir sur case noire g7 · Fou noir sur case noire d6 · Roi noir sur case blanche g6 · Pion noir sur case noire h6 · Dame blanche sur case noire a5 · Fou blanc sur case blanche a4 · Pion blanc sur case blanche e4 · Pion blanc sur case noire h4 · Pion blanc sur case noire c3 · Pion blanc sur case blanche a2 · Pion blanc sur case noire b2 · Pion blanc sur case noire d2 · Pion blanc sur case noire f2 · Pion blanc sur case blanche g2 · Tour blanche sur case noire a1 · Cavalier blanc sur case blanche b1 · Fou blanc sur case noire c1 · Roi blanc sur case noire e1 · Tour blanche sur case blanche h1 | Tour noire sur case noire b8 · Fou noir sur case blanche c8 · Dame noire sur case noire d8 · Tour noire sur case noire h8 · Pion noir sur case noire a7 · Pion noir sur case noire c7 · Cavalier noir sur case noire e7 · Pion noir sur case noire g7 · Fou noir sur case noire d6 · Roi noir sur case blanche g6 · Pion noir sur case noire h6 · Dame blanche sur case noire a5 · Fou blanc sur case blanche a4 · Pion blanc sur case blanche e4 · Pion blanc sur case noire h4 · Pion blanc sur case noire c3 · Pion blanc sur case blanche a2 · Pion blanc sur case noire b2 · Pion blanc sur case noire d2 · Pion blanc sur case noire f2 · Pion blanc sur case blanche g2 · Tour blanche sur case noire a1 · Cavalier blanc sur case blanche b1 · Fou blanc sur case noire c1 · Roi blanc sur case noire e1 · Tour blanche sur case blanche h1 | Tour noire sur case noire b8 · Fou noir sur case blanche c8 · Dame noire sur case noire d8 · Tour noire sur case noire h8 · Pion noir sur case noire a7 · Pion noir sur case noire c7 · Cavalier noir sur case noire e7 · Pion noir sur case noire g7 · Fou noir sur case noire d6 · Roi noir sur case blanche g6 · Pion noir sur case noire h6 · Dame blanche sur case noire a5 · Fou blanc sur case blanche a4 · Pion blanc sur case blanche e4 · Pion blanc sur case noire h4 · Pion blanc sur case noire c3 · Pion blanc sur case blanche a2 · Pion blanc sur case noire b2 · Pion blanc sur case noire d2 · Pion blanc sur case noire f2 · Pion blanc sur case blanche g2 · Tour blanche sur case noire a1 · Cavalier blanc sur case blanche b1 · Fou blanc sur case noire c1 · Roi blanc sur case noire e1 · Tour blanche sur case blanche h1 | Tour noire sur case noire b8 · Fou noir sur case blanche c8 · Dame noire sur case noire d8 · Tour noire sur case noire h8 · Pion noir sur case noire a7 · Pion noir sur case noire c7 · Cavalier noir sur case noire e7 · Pion noir sur case noire g7 · Fou noir sur case noire d6 · Roi noir sur case blanche g6 · Pion noir sur case noire h6 · Dame blanche sur case noire a5 · Fou blanc sur case blanche a4 · Pion blanc sur case blanche e4 · Pion blanc sur case noire h4 · Pion blanc sur case noire c3 · Pion blanc sur case blanche a2 · Pion blanc sur case noire b2 · Pion blanc sur case noire d2 · Pion blanc sur case noire f2 · Pion blanc sur case blanche g2 · Tour blanche sur case noire a1 · Cavalier blanc sur case blanche b1 · Fou blanc sur case noire c1 · Roi blanc sur case noire e1 · Tour blanche sur case blanche h1 | Tour noire sur case noire b8 · Fou noir sur case blanche c8 · Dame noire sur case noire d8 · Tour noire sur case noire h8 · Pion noir sur case noire a7 · Pion noir sur case noire c7 · Cavalier noir sur case noire e7 · Pion noir sur case noire g7 · Fou noir sur case noire d6 · Roi noir sur case blanche g6 · Pion noir sur case noire h6 · Dame blanche sur case noire a5 · Fou blanc sur case blanche a4 · Pion blanc sur case blanche e4 · Pion blanc sur case noire h4 · Pion blanc sur case noire c3 · Pion blanc sur case blanche a2 · Pion blanc sur case noire b2 · Pion blanc sur case noire d2 · Pion blanc sur case noire f2 · Pion blanc sur case blanche g2 · Tour blanche sur case noire a1 · Cavalier blanc sur case blanche b1 · Fou blanc sur case noire c1 · Roi blanc sur case noire e1 · Tour blanche sur case blanche h1 | Tour noire sur case noire b8 · Fou noir sur case blanche c8 · Dame noire sur case noire d8 · Tour noire sur case noire h8 · Pion noir sur case noire a7 · Pion noir sur case noire c7 · Cavalier noir sur case noire e7 · Pion noir sur case noire g7 · Fou noir sur case noire d6 · Roi noir sur case blanche g6 · Pion noir sur case noire h6 · Dame blanche sur case noire a5 · Fou blanc sur case blanche a4 · Pion blanc sur case blanche e4 · Pion blanc sur case noire h4 · Pion blanc sur case noire c3 · Pion blanc sur case blanche a2 · Pion blanc sur case noire b2 · Pion blanc sur case noire d2 · Pion blanc sur case noire f2 · Pion blanc sur case blanche g2 · Tour blanche sur case noire a1 · Cavalier blanc sur case blanche b1 · Fou blanc sur case noire c1 · Roi blanc sur case noire e1 · Tour blanche sur case blanche h1 | 4 |
| 3 | Tour noire sur case noire b8 · Fou noir sur case blanche c8 · Dame noire sur case noire d8 · Tour noire sur case noire h8 · Pion noir sur case noire a7 · Pion noir sur case noire c7 · Cavalier noir sur case noire e7 · Pion noir sur case noire g7 · Fou noir sur case noire d6 · Roi noir sur case blanche g6 · Pion noir sur case noire h6 · Dame blanche sur case noire a5 · Fou blanc sur case blanche a4 · Pion blanc sur case blanche e4 · Pion blanc sur case noire h4 · Pion blanc sur case noire c3 · Pion blanc sur case blanche a2 · Pion blanc sur case noire b2 · Pion blanc sur case noire d2 · Pion blanc sur case noire f2 · Pion blanc sur case blanche g2 · Tour blanche sur case noire a1 · Cavalier blanc sur case blanche b1 · Fou blanc sur case noire c1 · Roi blanc sur case noire e1 · Tour blanche sur case blanche h1 | Tour noire sur case noire b8 · Fou noir sur case blanche c8 · Dame noire sur case noire d8 · Tour noire sur case noire h8 · Pion noir sur case noire a7 · Pion noir sur case noire c7 · Cavalier noir sur case noire e7 · Pion noir sur case noire g7 · Fou noir sur case noire d6 · Roi noir sur case blanche g6 · Pion noir sur case noire h6 · Dame blanche sur case noire a5 · Fou blanc sur case blanche a4 · Pion blanc sur case blanche e4 · Pion blanc sur case noire h4 · Pion blanc sur case noire c3 · Pion blanc sur case blanche a2 · Pion blanc sur case noire b2 · Pion blanc sur case noire d2 · Pion blanc sur case noire f2 · Pion blanc sur case blanche g2 · Tour blanche sur case noire a1 · Cavalier blanc sur case blanche b1 · Fou blanc sur case noire c1 · Roi blanc sur case noire e1 · Tour blanche sur case blanche h1 | Tour noire sur case noire b8 · Fou noir sur case blanche c8 · Dame noire sur case noire d8 · Tour noire sur case noire h8 · Pion noir sur case noire a7 · Pion noir sur case noire c7 · Cavalier noir sur case noire e7 · Pion noir sur case noire g7 · Fou noir sur case noire d6 · Roi noir sur case blanche g6 · Pion noir sur case noire h6 · Dame blanche sur case noire a5 · Fou blanc sur case blanche a4 · Pion blanc sur case blanche e4 · Pion blanc sur case noire h4 · Pion blanc sur case noire c3 · Pion blanc sur case blanche a2 · Pion blanc sur case noire b2 · Pion blanc sur case noire d2 · Pion blanc sur case noire f2 · Pion blanc sur case blanche g2 · Tour blanche sur case noire a1 · Cavalier blanc sur case blanche b1 · Fou blanc sur case noire c1 · Roi blanc sur case noire e1 · Tour blanche sur case blanche h1 | Tour noire sur case noire b8 · Fou noir sur case blanche c8 · Dame noire sur case noire d8 · Tour noire sur case noire h8 · Pion noir sur case noire a7 · Pion noir sur case noire c7 · Cavalier noir sur case noire e7 · Pion noir sur case noire g7 · Fou noir sur case noire d6 · Roi noir sur case blanche g6 · Pion noir sur case noire h6 · Dame blanche sur case noire a5 · Fou blanc sur case blanche a4 · Pion blanc sur case blanche e4 · Pion blanc sur case noire h4 · Pion blanc sur case noire c3 · Pion blanc sur case blanche a2 · Pion blanc sur case noire b2 · Pion blanc sur case noire d2 · Pion blanc sur case noire f2 · Pion blanc sur case blanche g2 · Tour blanche sur case noire a1 · Cavalier blanc sur case blanche b1 · Fou blanc sur case noire c1 · Roi blanc sur case noire e1 · Tour blanche sur case blanche h1 | Tour noire sur case noire b8 · Fou noir sur case blanche c8 · Dame noire sur case noire d8 · Tour noire sur case noire h8 · Pion noir sur case noire a7 · Pion noir sur case noire c7 · Cavalier noir sur case noire e7 · Pion noir sur case noire g7 · Fou noir sur case noire d6 · Roi noir sur case blanche g6 · Pion noir sur case noire h6 · Dame blanche sur case noire a5 · Fou blanc sur case blanche a4 · Pion blanc sur case blanche e4 · Pion blanc sur case noire h4 · Pion blanc sur case noire c3 · Pion blanc sur case blanche a2 · Pion blanc sur case noire b2 · Pion blanc sur case noire d2 · Pion blanc sur case noire f2 · Pion blanc sur case blanche g2 · Tour blanche sur case noire a1 · Cavalier blanc sur case blanche b1 · Fou blanc sur case noire c1 · Roi blanc sur case noire e1 · Tour blanche sur case blanche h1 | Tour noire sur case noire b8 · Fou noir sur case blanche c8 · Dame noire sur case noire d8 · Tour noire sur case noire h8 · Pion noir sur case noire a7 · Pion noir sur case noire c7 · Cavalier noir sur case noire e7 · Pion noir sur case noire g7 · Fou noir sur case noire d6 · Roi noir sur case blanche g6 · Pion noir sur case noire h6 · Dame blanche sur case noire a5 · Fou blanc sur case blanche a4 · Pion blanc sur case blanche e4 · Pion blanc sur case noire h4 · Pion blanc sur case noire c3 · Pion blanc sur case blanche a2 · Pion blanc sur case noire b2 · Pion blanc sur case noire d2 · Pion blanc sur case noire f2 · Pion blanc sur case blanche g2 · Tour blanche sur case noire a1 · Cavalier blanc sur case blanche b1 · Fou blanc sur case noire c1 · Roi blanc sur case noire e1 · Tour blanche sur case blanche h1 | Tour noire sur case noire b8 · Fou noir sur case blanche c8 · Dame noire sur case noire d8 · Tour noire sur case noire h8 · Pion noir sur case noire a7 · Pion noir sur case noire c7 · Cavalier noir sur case noire e7 · Pion noir sur case noire g7 · Fou noir sur case noire d6 · Roi noir sur case blanche g6 · Pion noir sur case noire h6 · Dame blanche sur case noire a5 · Fou blanc sur case blanche a4 · Pion blanc sur case blanche e4 · Pion blanc sur case noire h4 · Pion blanc sur case noire c3 · Pion blanc sur case blanche a2 · Pion blanc sur case noire b2 · Pion blanc sur case noire d2 · Pion blanc sur case noire f2 · Pion blanc sur case blanche g2 · Tour blanche sur case noire a1 · Cavalier blanc sur case blanche b1 · Fou blanc sur case noire c1 · Roi blanc sur case noire e1 · Tour blanche sur case blanche h1 | Tour noire sur case noire b8 · Fou noir sur case blanche c8 · Dame noire sur case noire d8 · Tour noire sur case noire h8 · Pion noir sur case noire a7 · Pion noir sur case noire c7 · Cavalier noir sur case noire e7 · Pion noir sur case noire g7 · Fou noir sur case noire d6 · Roi noir sur case blanche g6 · Pion noir sur case noire h6 · Dame blanche sur case noire a5 · Fou blanc sur case blanche a4 · Pion blanc sur case blanche e4 · Pion blanc sur case noire h4 · Pion blanc sur case noire c3 · Pion blanc sur case blanche a2 · Pion blanc sur case noire b2 · Pion blanc sur case noire d2 · Pion blanc sur case noire f2 · Pion blanc sur case blanche g2 · Tour blanche sur case noire a1 · Cavalier blanc sur case blanche b1 · Fou blanc sur case noire c1 · Roi blanc sur case noire e1 · Tour blanche sur case blanche h1 | 3 |
| 2 | Tour noire sur case noire b8 · Fou noir sur case blanche c8 · Dame noire sur case noire d8 · Tour noire sur case noire h8 · Pion noir sur case noire a7 · Pion noir sur case noire c7 · Cavalier noir sur case noire e7 · Pion noir sur case noire g7 · Fou noir sur case noire d6 · Roi noir sur case blanche g6 · Pion noir sur case noire h6 · Dame blanche sur case noire a5 · Fou blanc sur case blanche a4 · Pion blanc sur case blanche e4 · Pion blanc sur case noire h4 · Pion blanc sur case noire c3 · Pion blanc sur case blanche a2 · Pion blanc sur case noire b2 · Pion blanc sur case noire d2 · Pion blanc sur case noire f2 · Pion blanc sur case blanche g2 · Tour blanche sur case noire a1 · Cavalier blanc sur case blanche b1 · Fou blanc sur case noire c1 · Roi blanc sur case noire e1 · Tour blanche sur case blanche h1 | Tour noire sur case noire b8 · Fou noir sur case blanche c8 · Dame noire sur case noire d8 · Tour noire sur case noire h8 · Pion noir sur case noire a7 · Pion noir sur case noire c7 · Cavalier noir sur case noire e7 · Pion noir sur case noire g7 · Fou noir sur case noire d6 · Roi noir sur case blanche g6 · Pion noir sur case noire h6 · Dame blanche sur case noire a5 · Fou blanc sur case blanche a4 · Pion blanc sur case blanche e4 · Pion blanc sur case noire h4 · Pion blanc sur case noire c3 · Pion blanc sur case blanche a2 · Pion blanc sur case noire b2 · Pion blanc sur case noire d2 · Pion blanc sur case noire f2 · Pion blanc sur case blanche g2 · Tour blanche sur case noire a1 · Cavalier blanc sur case blanche b1 · Fou blanc sur case noire c1 · Roi blanc sur case noire e1 · Tour blanche sur case blanche h1 | Tour noire sur case noire b8 · Fou noir sur case blanche c8 · Dame noire sur case noire d8 · Tour noire sur case noire h8 · Pion noir sur case noire a7 · Pion noir sur case noire c7 · Cavalier noir sur case noire e7 · Pion noir sur case noire g7 · Fou noir sur case noire d6 · Roi noir sur case blanche g6 · Pion noir sur case noire h6 · Dame blanche sur case noire a5 · Fou blanc sur case blanche a4 · Pion blanc sur case blanche e4 · Pion blanc sur case noire h4 · Pion blanc sur case noire c3 · Pion blanc sur case blanche a2 · Pion blanc sur case noire b2 · Pion blanc sur case noire d2 · Pion blanc sur case noire f2 · Pion blanc sur case blanche g2 · Tour blanche sur case noire a1 · Cavalier blanc sur case blanche b1 · Fou blanc sur case noire c1 · Roi blanc sur case noire e1 · Tour blanche sur case blanche h1 | Tour noire sur case noire b8 · Fou noir sur case blanche c8 · Dame noire sur case noire d8 · Tour noire sur case noire h8 · Pion noir sur case noire a7 · Pion noir sur case noire c7 · Cavalier noir sur case noire e7 · Pion noir sur case noire g7 · Fou noir sur case noire d6 · Roi noir sur case blanche g6 · Pion noir sur case noire h6 · Dame blanche sur case noire a5 · Fou blanc sur case blanche a4 · Pion blanc sur case blanche e4 · Pion blanc sur case noire h4 · Pion blanc sur case noire c3 · Pion blanc sur case blanche a2 · Pion blanc sur case noire b2 · Pion blanc sur case noire d2 · Pion blanc sur case noire f2 · Pion blanc sur case blanche g2 · Tour blanche sur case noire a1 · Cavalier blanc sur case blanche b1 · Fou blanc sur case noire c1 · Roi blanc sur case noire e1 · Tour blanche sur case blanche h1 | Tour noire sur case noire b8 · Fou noir sur case blanche c8 · Dame noire sur case noire d8 · Tour noire sur case noire h8 · Pion noir sur case noire a7 · Pion noir sur case noire c7 · Cavalier noir sur case noire e7 · Pion noir sur case noire g7 · Fou noir sur case noire d6 · Roi noir sur case blanche g6 · Pion noir sur case noire h6 · Dame blanche sur case noire a5 · Fou blanc sur case blanche a4 · Pion blanc sur case blanche e4 · Pion blanc sur case noire h4 · Pion blanc sur case noire c3 · Pion blanc sur case blanche a2 · Pion blanc sur case noire b2 · Pion blanc sur case noire d2 · Pion blanc sur case noire f2 · Pion blanc sur case blanche g2 · Tour blanche sur case noire a1 · Cavalier blanc sur case blanche b1 · Fou blanc sur case noire c1 · Roi blanc sur case noire e1 · Tour blanche sur case blanche h1 | Tour noire sur case noire b8 · Fou noir sur case blanche c8 · Dame noire sur case noire d8 · Tour noire sur case noire h8 · Pion noir sur case noire a7 · Pion noir sur case noire c7 · Cavalier noir sur case noire e7 · Pion noir sur case noire g7 · Fou noir sur case noire d6 · Roi noir sur case blanche g6 · Pion noir sur case noire h6 · Dame blanche sur case noire a5 · Fou blanc sur case blanche a4 · Pion blanc sur case blanche e4 · Pion blanc sur case noire h4 · Pion blanc sur case noire c3 · Pion blanc sur case blanche a2 · Pion blanc sur case noire b2 · Pion blanc sur case noire d2 · Pion blanc sur case noire f2 · Pion blanc sur case blanche g2 · Tour blanche sur case noire a1 · Cavalier blanc sur case blanche b1 · Fou blanc sur case noire c1 · Roi blanc sur case noire e1 · Tour blanche sur case blanche h1 | Tour noire sur case noire b8 · Fou noir sur case blanche c8 · Dame noire sur case noire d8 · Tour noire sur case noire h8 · Pion noir sur case noire a7 · Pion noir sur case noire c7 · Cavalier noir sur case noire e7 · Pion noir sur case noire g7 · Fou noir sur case noire d6 · Roi noir sur case blanche g6 · Pion noir sur case noire h6 · Dame blanche sur case noire a5 · Fou blanc sur case blanche a4 · Pion blanc sur case blanche e4 · Pion blanc sur case noire h4 · Pion blanc sur case noire c3 · Pion blanc sur case blanche a2 · Pion blanc sur case noire b2 · Pion blanc sur case noire d2 · Pion blanc sur case noire f2 · Pion blanc sur case blanche g2 · Tour blanche sur case noire a1 · Cavalier blanc sur case blanche b1 · Fou blanc sur case noire c1 · Roi blanc sur case noire e1 · Tour blanche sur case blanche h1 | Tour noire sur case noire b8 · Fou noir sur case blanche c8 · Dame noire sur case noire d8 · Tour noire sur case noire h8 · Pion noir sur case noire a7 · Pion noir sur case noire c7 · Cavalier noir sur case noire e7 · Pion noir sur case noire g7 · Fou noir sur case noire d6 · Roi noir sur case blanche g6 · Pion noir sur case noire h6 · Dame blanche sur case noire a5 · Fou blanc sur case blanche a4 · Pion blanc sur case blanche e4 · Pion blanc sur case noire h4 · Pion blanc sur case noire c3 · Pion blanc sur case blanche a2 · Pion blanc sur case noire b2 · Pion blanc sur case noire d2 · Pion blanc sur case noire f2 · Pion blanc sur case blanche g2 · Tour blanche sur case noire a1 · Cavalier blanc sur case blanche b1 · Fou blanc sur case noire c1 · Roi blanc sur case noire e1 · Tour blanche sur case blanche h1 | 2 |
| 1 | Tour noire sur case noire b8 · Fou noir sur case blanche c8 · Dame noire sur case noire d8 · Tour noire sur case noire h8 · Pion noir sur case noire a7 · Pion noir sur case noire c7 · Cavalier noir sur case noire e7 · Pion noir sur case noire g7 · Fou noir sur case noire d6 · Roi noir sur case blanche g6 · Pion noir sur case noire h6 · Dame blanche sur case noire a5 · Fou blanc sur case blanche a4 · Pion blanc sur case blanche e4 · Pion blanc sur case noire h4 · Pion blanc sur case noire c3 · Pion blanc sur case blanche a2 · Pion blanc sur case noire b2 · Pion blanc sur case noire d2 · Pion blanc sur case noire f2 · Pion blanc sur case blanche g2 · Tour blanche sur case noire a1 · Cavalier blanc sur case blanche b1 · Fou blanc sur case noire c1 · Roi blanc sur case noire e1 · Tour blanche sur case blanche h1 | Tour noire sur case noire b8 · Fou noir sur case blanche c8 · Dame noire sur case noire d8 · Tour noire sur case noire h8 · Pion noir sur case noire a7 · Pion noir sur case noire c7 · Cavalier noir sur case noire e7 · Pion noir sur case noire g7 · Fou noir sur case noire d6 · Roi noir sur case blanche g6 · Pion noir sur case noire h6 · Dame blanche sur case noire a5 · Fou blanc sur case blanche a4 · Pion blanc sur case blanche e4 · Pion blanc sur case noire h4 · Pion blanc sur case noire c3 · Pion blanc sur case blanche a2 · Pion blanc sur case noire b2 · Pion blanc sur case noire d2 · Pion blanc sur case noire f2 · Pion blanc sur case blanche g2 · Tour blanche sur case noire a1 · Cavalier blanc sur case blanche b1 · Fou blanc sur case noire c1 · Roi blanc sur case noire e1 · Tour blanche sur case blanche h1 | Tour noire sur case noire b8 · Fou noir sur case blanche c8 · Dame noire sur case noire d8 · Tour noire sur case noire h8 · Pion noir sur case noire a7 · Pion noir sur case noire c7 · Cavalier noir sur case noire e7 · Pion noir sur case noire g7 · Fou noir sur case noire d6 · Roi noir sur case blanche g6 · Pion noir sur case noire h6 · Dame blanche sur case noire a5 · Fou blanc sur case blanche a4 · Pion blanc sur case blanche e4 · Pion blanc sur case noire h4 · Pion blanc sur case noire c3 · Pion blanc sur case blanche a2 · Pion blanc sur case noire b2 · Pion blanc sur case noire d2 · Pion blanc sur case noire f2 · Pion blanc sur case blanche g2 · Tour blanche sur case noire a1 · Cavalier blanc sur case blanche b1 · Fou blanc sur case noire c1 · Roi blanc sur case noire e1 · Tour blanche sur case blanche h1 | Tour noire sur case noire b8 · Fou noir sur case blanche c8 · Dame noire sur case noire d8 · Tour noire sur case noire h8 · Pion noir sur case noire a7 · Pion noir sur case noire c7 · Cavalier noir sur case noire e7 · Pion noir sur case noire g7 · Fou noir sur case noire d6 · Roi noir sur case blanche g6 · Pion noir sur case noire h6 · Dame blanche sur case noire a5 · Fou blanc sur case blanche a4 · Pion blanc sur case blanche e4 · Pion blanc sur case noire h4 · Pion blanc sur case noire c3 · Pion blanc sur case blanche a2 · Pion blanc sur case noire b2 · Pion blanc sur case noire d2 · Pion blanc sur case noire f2 · Pion blanc sur case blanche g2 · Tour blanche sur case noire a1 · Cavalier blanc sur case blanche b1 · Fou blanc sur case noire c1 · Roi blanc sur case noire e1 · Tour blanche sur case blanche h1 | Tour noire sur case noire b8 · Fou noir sur case blanche c8 · Dame noire sur case noire d8 · Tour noire sur case noire h8 · Pion noir sur case noire a7 · Pion noir sur case noire c7 · Cavalier noir sur case noire e7 · Pion noir sur case noire g7 · Fou noir sur case noire d6 · Roi noir sur case blanche g6 · Pion noir sur case noire h6 · Dame blanche sur case noire a5 · Fou blanc sur case blanche a4 · Pion blanc sur case blanche e4 · Pion blanc sur case noire h4 · Pion blanc sur case noire c3 · Pion blanc sur case blanche a2 · Pion blanc sur case noire b2 · Pion blanc sur case noire d2 · Pion blanc sur case noire f2 · Pion blanc sur case blanche g2 · Tour blanche sur case noire a1 · Cavalier blanc sur case blanche b1 · Fou blanc sur case noire c1 · Roi blanc sur case noire e1 · Tour blanche sur case blanche h1 | Tour noire sur case noire b8 · Fou noir sur case blanche c8 · Dame noire sur case noire d8 · Tour noire sur case noire h8 · Pion noir sur case noire a7 · Pion noir sur case noire c7 · Cavalier noir sur case noire e7 · Pion noir sur case noire g7 · Fou noir sur case noire d6 · Roi noir sur case blanche g6 · Pion noir sur case noire h6 · Dame blanche sur case noire a5 · Fou blanc sur case blanche a4 · Pion blanc sur case blanche e4 · Pion blanc sur case noire h4 · Pion blanc sur case noire c3 · Pion blanc sur case blanche a2 · Pion blanc sur case noire b2 · Pion blanc sur case noire d2 · Pion blanc sur case noire f2 · Pion blanc sur case blanche g2 · Tour blanche sur case noire a1 · Cavalier blanc sur case blanche b1 · Fou blanc sur case noire c1 · Roi blanc sur case noire e1 · Tour blanche sur case blanche h1 | Tour noire sur case noire b8 · Fou noir sur case blanche c8 · Dame noire sur case noire d8 · Tour noire sur case noire h8 · Pion noir sur case noire a7 · Pion noir sur case noire c7 · Cavalier noir sur case noire e7 · Pion noir sur case noire g7 · Fou noir sur case noire d6 · Roi noir sur case blanche g6 · Pion noir sur case noire h6 · Dame blanche sur case noire a5 · Fou blanc sur case blanche a4 · Pion blanc sur case blanche e4 · Pion blanc sur case noire h4 · Pion blanc sur case noire c3 · Pion blanc sur case blanche a2 · Pion blanc sur case noire b2 · Pion blanc sur case noire d2 · Pion blanc sur case noire f2 · Pion blanc sur case blanche g2 · Tour blanche sur case noire a1 · Cavalier blanc sur case blanche b1 · Fou blanc sur case noire c1 · Roi blanc sur case noire e1 · Tour blanche sur case blanche h1 | Tour noire sur case noire b8 · Fou noir sur case blanche c8 · Dame noire sur case noire d8 · Tour noire sur case noire h8 · Pion noir sur case noire a7 · Pion noir sur case noire c7 · Cavalier noir sur case noire e7 · Pion noir sur case noire g7 · Fou noir sur case noire d6 · Roi noir sur case blanche g6 · Pion noir sur case noire h6 · Dame blanche sur case noire a5 · Fou blanc sur case blanche a4 · Pion blanc sur case blanche e4 · Pion blanc sur case noire h4 · Pion blanc sur case noire c3 · Pion blanc sur case blanche a2 · Pion blanc sur case noire b2 · Pion blanc sur case noire d2 · Pion blanc sur case noire f2 · Pion blanc sur case blanche g2 · Tour blanche sur case noire a1 · Cavalier blanc sur case blanche b1 · Fou blanc sur case noire c1 · Roi blanc sur case noire e1 · Tour blanche sur case blanche h1 | 1 |
|   | a | b | c | d | e | f | g | h |   |

Voici une partie où les Noirs font l'erreur d'accepter le sacrifice des Blancs :
1. e4 e5
2. Cf3 f6?
3. Cxe5! fxe5?? (voir plus haut pour De7)
4. Dh5+ Re7 (4…g6, 5.Dxe5+ De7 6.Dxh8 Dxe4+ 7.Fe2 les Blancs ont qualité, pion et avantage de développement après d3 ou Cc3)
5. Dxe5+ Rf7
6. Fc4+ d5 (forcé car 6…Rg6? 7.Df5+ Rh6 8.d4+ g5 9.h4! mène les Noirs à la défaite à cause de la menace imparable hxg5+ suivi de Df7 mat. Des coups défensifs comme De8, Ce7 ou Cf6 sont réfutés par Dxg5 et Rg7 Df7+ puis hxg5 mat ne vaut pas mieux)
7. Fxd5+ Rg6 (les Blancs ne peuvent plus jouer Df5+ mais ont plus d'un tour dans leur sac)
8. h4! h6 (tout autre coup serait encore plus mauvais)
9. Fxb7!! (9…Fxb7? 10.Df5 mat) Fd6 (forcé pour ne pas perdre la tour)
10. Da5 Cc6 (le cavalier se sacrifie pour sauver la tour)
11. Fxc6 Tb8
12. c3 (si les Blancs se lançaient avec fougue à la conquête du centre par 12.d4?? suivrait alors 12…Fb4+) 12…Ce7
13. Fa4 (diagramme).